# المسيحية في البرتغال

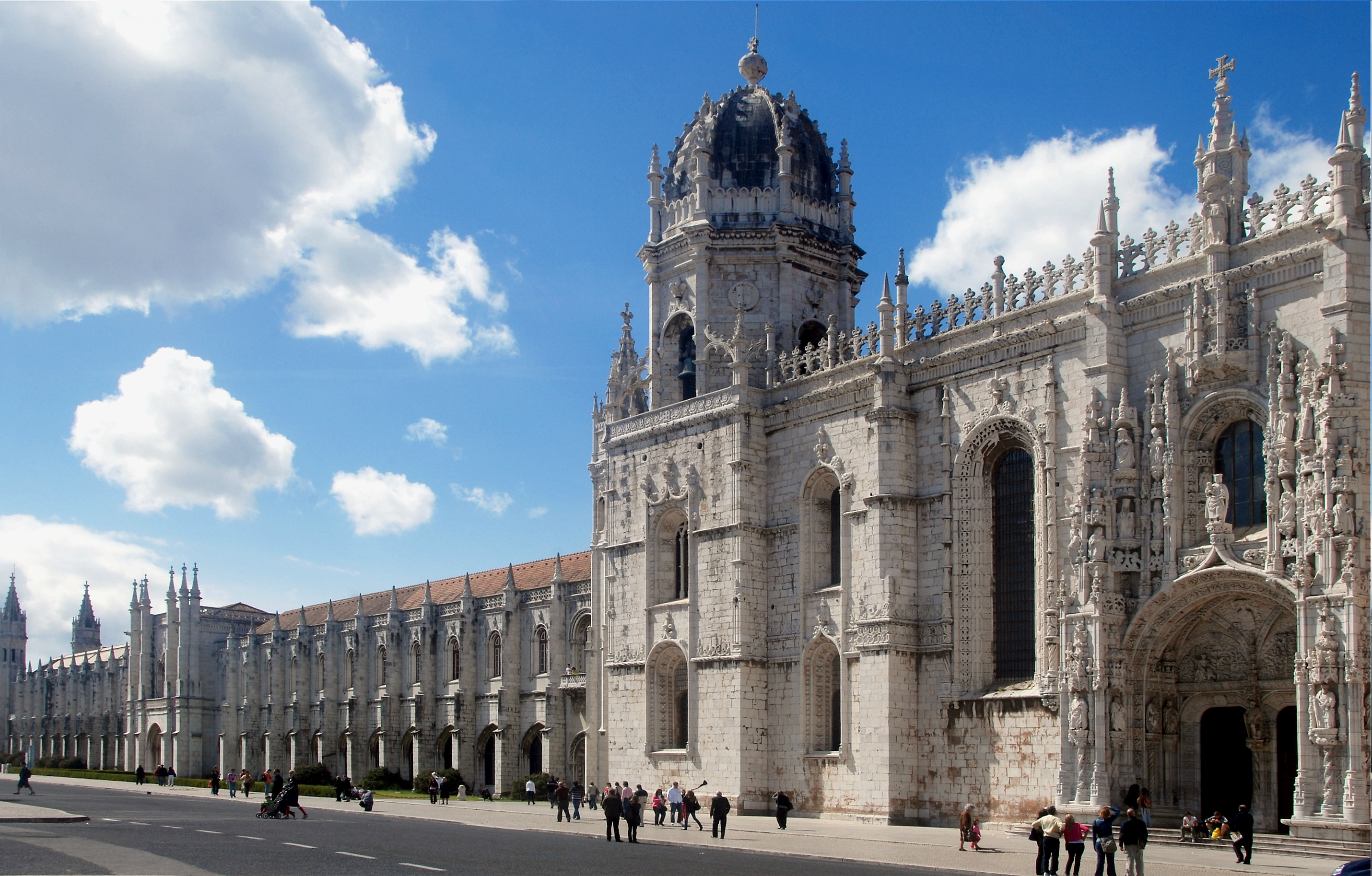
دير القديس جيروم في لشبونة وهو من مواقع التراث العالمي.

تُشكل المسيحية في البرتغال أكثر الديانات انتشاراً بين السكان، وتُعد الكنيسة الرومانية الكاثوليكية هي أكبر طائفة مسيحية في البرتغال. وفقًا لتعداد السكان عام 2011 قال 81.0% من السكان أنهم كاثوليك، توجد في البلاد أيضًا أقليات مسيحية أخرى تصل نسبتها إلى حوالي 3.3% ويتوزعون بين الكنائس البروتستانتية والمورمونية والأرثوذكسية وشهود يهوه.
كانت الكاثوليكية ولأمد طويل الدين الرئيسي في البرتغال، وتُعرف البرتغال بتراثها الكاثوليكي الثقافي والغنيّ، حيث تمتلك البرتغال ثقافة كاثوليكية غنيَّة فهي مثل نظيراتها من الكنائس الأوروبية تملك مجموعة واسعة من الفنون والموسيقى المسيحيَّة، وتشرف الكنيسة البرتغاليَّة على واحد من أكبر مستودعات للعمارة الدينية والفنيَّة في العالم. كما وتربع على الكرسي الرسولي بابوين برتغاليين وهم داماسوس الأول ويوحنا الحادي والعشرون. أنجبت البرتغال العديد من القديسين الكاثوليك ومن بين الأكثر شهرة في العالم المسيحي أنطونيو من لشبونة ونونو ألفاريز بيريرا.
يُعد القديس أنطونيو من لشبونة هو القديس شفيع البرتغال. تعود أغلب العطل والمهرجانات والتقاليد البرتغالية إلى أصل أو دلالة مسيحية. على الرغم من أن العلاقات بين الدولة البرتغالية والكنيسة الرومانية الكاثوليكية ودية ومستقرة عموماً منذ السنوات الأولى للأمة البرتغالية إلا أن قوة هذه العلاقات شهدت تقلبات عبر التاريخ. في القرنين الثالث عشر والرابع عشر، تمتعت الكنيسة بكل من الغنى والقوة النابعين من دورها في استعادة الهوية القومية البرتغالية وارتباطها الوثيق بنظام التعليم في البرتغالي، بما في ذلك أولى الجامعات. أدى نمو الإمبراطورية البرتغالية وراء البحار إلى جعل المبشرين وكلاء هامين في استعمار البلاد الجديدة من خلال التبشير والتعليم في جميع القارات المأهولة.

## تاريخ

### العصور المبكرة

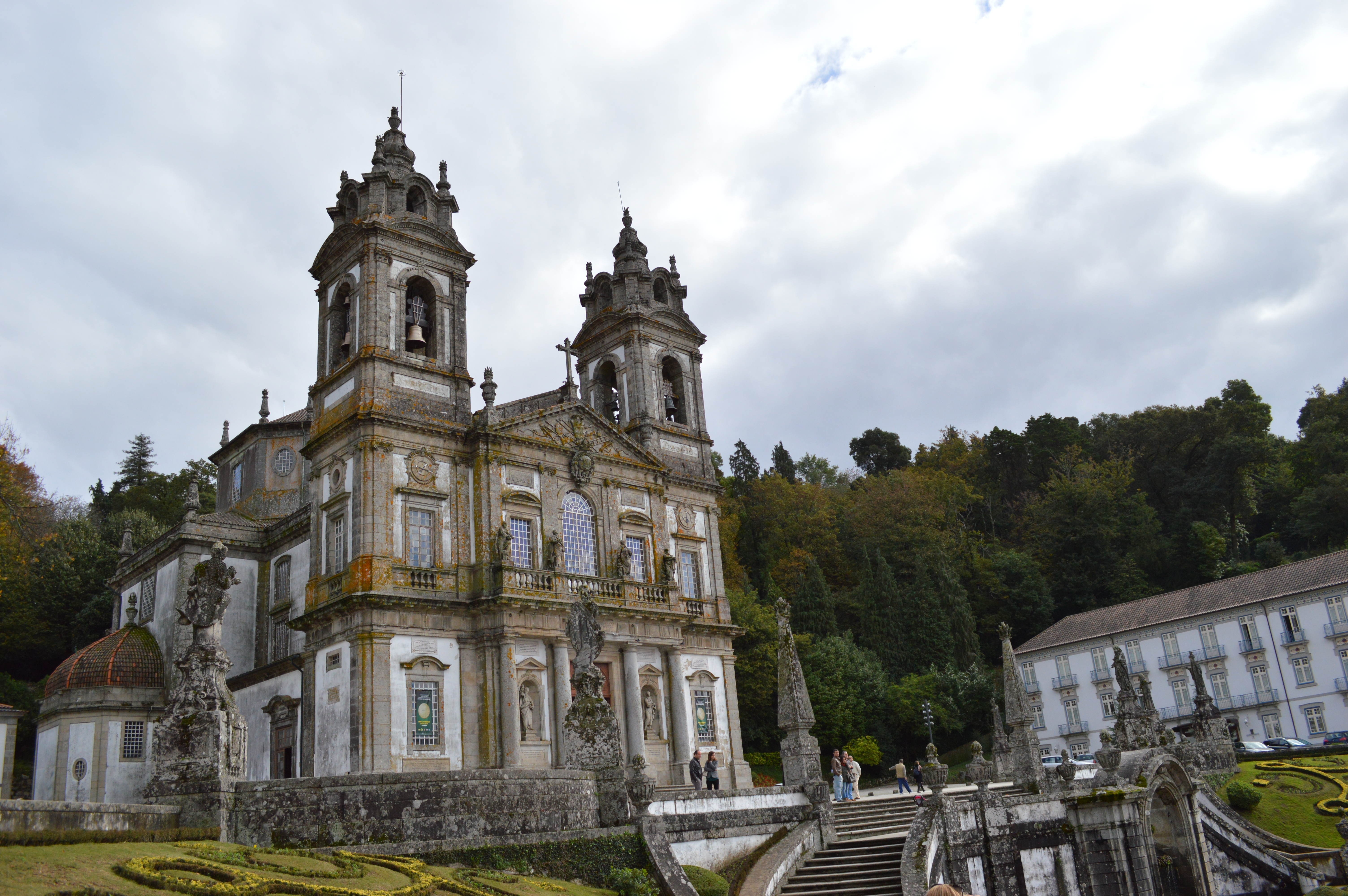
بازيليكا بوم خيسوس في مدينة براغا.

دخلت المسيحية إلى ما هو الآن البرتغال عندما كانت تحت سيطرة الإمبراطورية الرومانية في النصف الأول من الألفية الأولى. كانت المقاطعات الرومانية في لوسيتانيا (التي ضمت معظم الأراضي البرتغالية جنوب نهر دورو) وغاليسيا (شمال نهر دورو) المراكز المسيحية الأولى. خلال هذه الفترة أصبحت براكارا أوغوستا (مدينة براغا الحديثة) واحدة من أهم المراكز الأسقفية، جنبا إلى جنب مع سانتياغو دي كومبوستيلا. وقد تعزز الوجود المسيحي في المنطقة مغ القبائل القوطية حيث كان القوط بدايةً على المذهب الآريوسي الذي يقول بِالطبيعة الواحدة لِلمسيح، على أنَّ المذهب الخلقيدوني الذي كان يُدين بِطبيعتين لِلمسيح كان مُنتشرًا في أواسط العامَّة من غير القوط. ولم يفرض القوط مذهبهم، فكان أفراد كُل مذهب يُمارسون شعائرهم الدينيَّة في كنائسهم الخاصَّة بِحُريَّة، بِمُساعدة رجال الدين التابعين لهم.
وأدرك أحد مُلوك القوط، وهو ريكَّاريد الأوَّل (586–601م)، عندما حاول إصلاح أوضاع الدولة، وقد اعترضته هذه الظاهرة الدينيَّة الانقساميَّة التي أدَّت إلى حُدوث مُشكلات بين السُلطة والكنيسة؛ أنَّ الإصلاح الحقيقي يبدأ بِتوحيد المذهب الديني، فاتخذ الخلقيدونيَّة مذهبًا رسميًّا وحيدًا لِلبلاد. وهكذا أعلن مجمع طُليطلة الديني الذي انعقد في سنة 587م تخلِّي ريكَّارد عن المذهب الآريوسي واعتناقه المذهب الخلقيدوني، وتبعهُ في هذا التحوُّل سائر القوط، فتوحَّدت الكنيسة الهسپانيَّة تحت ظل الملكيَّة القوطيَّة. أعقب هذا التحوُّل المذهبي تبنِّي اللُغة اللاتينيَّة كلُغة رسميَّة في هسپانيا، وتوثَّقت نتيجة ذلك العلاقات مع البابويَّة التي أضحى تأثيرها كبيرًا في شؤون البلاد، كما أصبح لِأُسقُف طُليطلة مركزٌ هام لا يقل عن مركز الملك نفسه. ولعبت مدينة براغا دورًا هامًا في التاريخ الديني لهذه الفترة.

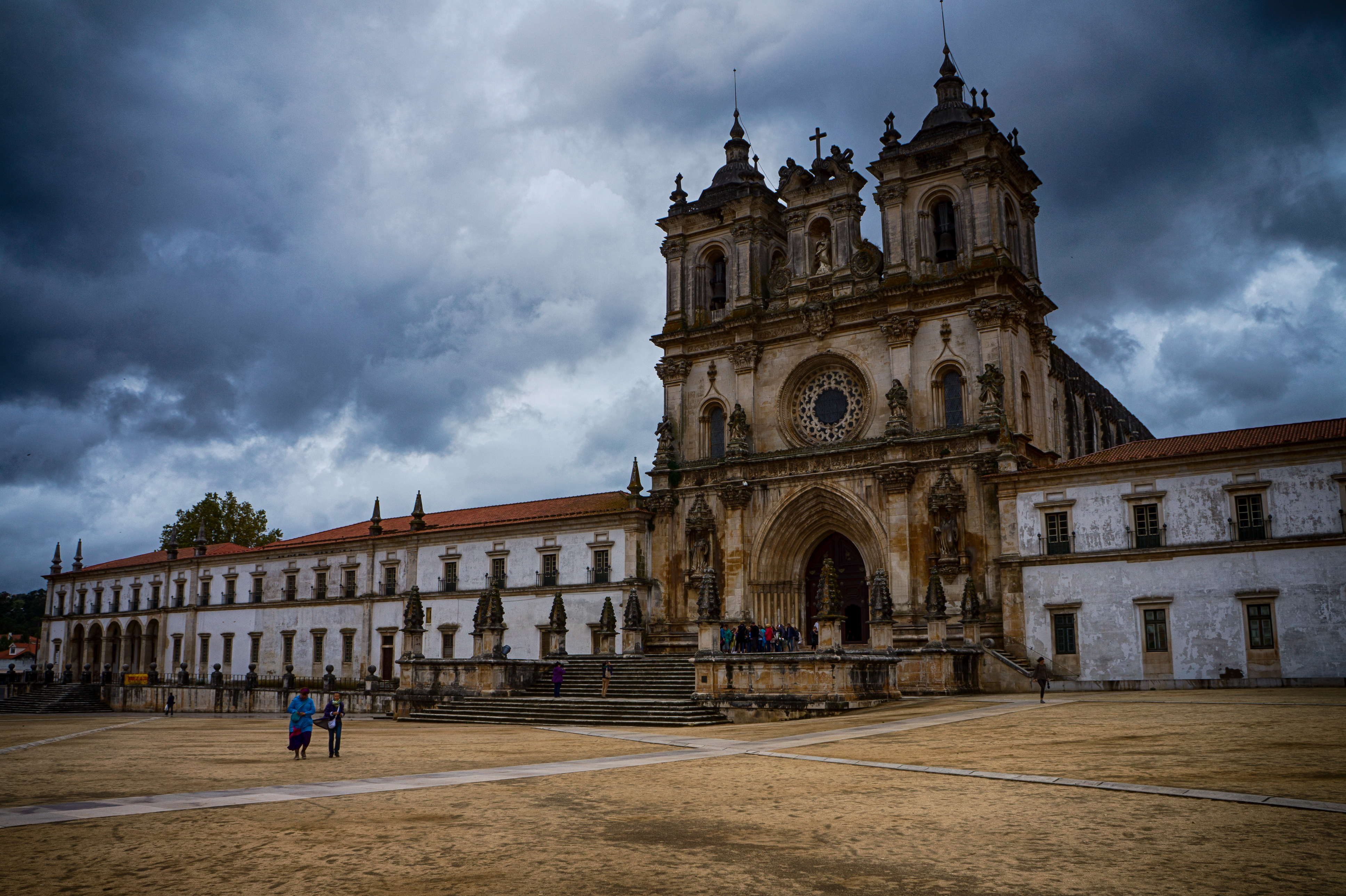
دير ألكوباكا وهو موقع تراث عالمي.

شهدت المسيحية انخفاض في جنوب البرتغال أثناء الحكم المغاربي في عصر الأندلس، ابتداءًا من عام 711 مع الغزو الأموي للمنطقة، وبقي معظم السكان يتبعون المسيحية وفقًا للطقوس الموزاربية. أطلق على مسيحي الأندلس مصلطح المستعربون وهو لقب الأيبيريين الذين بقوا على المسيحيَّة وتثقَّفوا بِالثقافة الإسلاميَّة وتحدثوا بِاللُغة العربيَّة. خلال الحكم الأموي اعتمد عليهم الأمويون في إدارة شئون البلاد الاقتصادية وتنظيم الدولة والعلوم وقد بزر المسيحيون في العلوم والطب والفلك. أما عوامهم فقد امتهنوا الزراعة وتربية الماشية والصيد. وقد تأثروا بالعرب حتى أنهم تكلموا لغة منطوقة مزجت بين اللغة العربية واللاتينية القديمة، والتي ظلت تستخدم كلغة منطوقة حتى القرن الرابع عشر. أما في الشمال، فقد قدمت المسيحية القاعدة الثقافيَّة والدينيَّة التي ساعدت البرتغال على أن تكون كيانًا مميزًا، على الأقل منذ استعادة بورتو في عام 868 من قبل فيمارا بيريس، مؤسس مقاطعة البرتغال الأولى. وعلى نفس الحال، كانت المسيحية إحدى العوامل التي سعت إلى استرداد الأراضي البرتغالية. ومن هنا كانت المسيحية والكنيسة الكاثوليكية من أُسس الأمة البرتغالية، وهي نقطة شكلت علاقات ثابتة بين الإثنين. انتخب النبيل القوطي ڤيمارا بيريز في 718 زعيماً من قبل العديد من النبلاء القوط الغربيين، ودعا ڤيمارا بيريز بقايا جيوش القوط الغربيين القوطيين للمتمرد ضد المغاربة وإعادة تجميع صفوفهم في المرتفعات الشمالية الأسترية غير المقاتلة والمعروفة اليوم باسم جبال كانتابريان. وكانت خطة ڤيمارا بيريز هي استخدام جبال كانتابريان كمكان للجوء والحماية من المغاربة الغزاة. وسعى إلى إعادة تجميع الجيوش المسيحية لشبه الجزيرة الأيبيرية واستخدام جبال كانتابريان كنقطة انطلاق لاستعادة أراضيهم. في هذه العملية، بعد هزيمة المغاربة في معركة كوفادونجا في عام 722، أعلن ڤيمارا بيريز كملكاً، وبالتالي أسس مملكة أستورياس المسيحية وبدأت حرب الاستعادة المسيحية البرتغاليّة. وتم إعادة تأسيس كيان أكبر تحت نفس الاسم في أواخر القرن الحادي عشر واستمر حتى منتصف القرن الثاني عشر وهي مملكة البرتغالية مستقلة.

### حروب الإسترداد

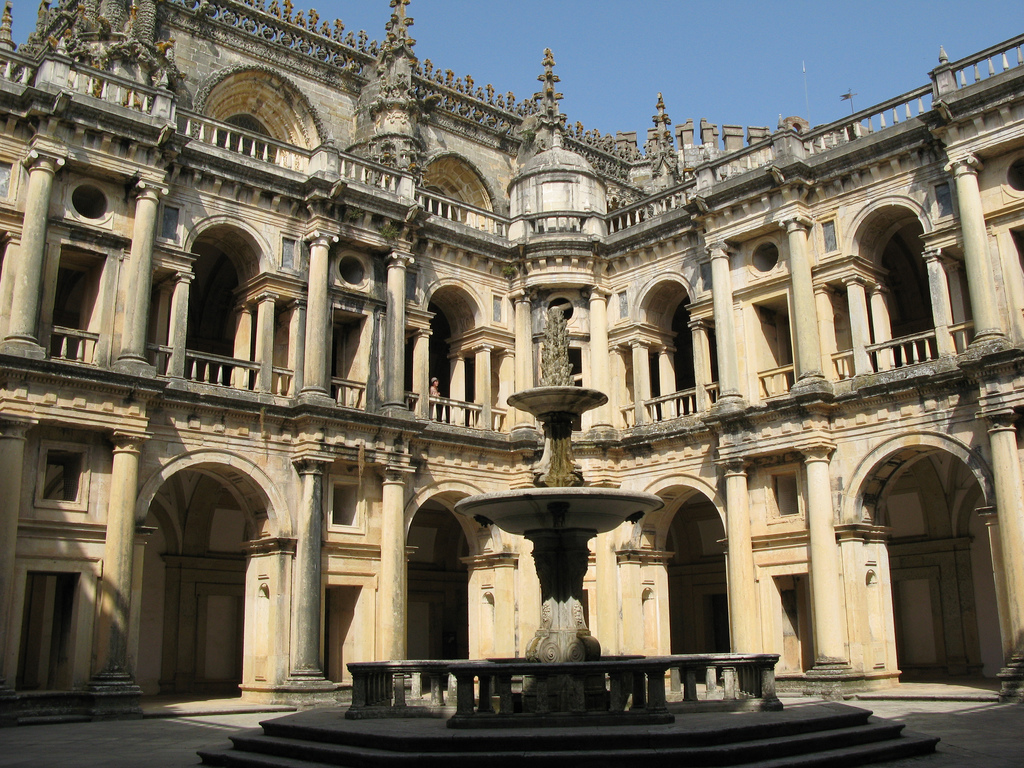
دير المسيح في تومار، بناه فرسان الهيكل.

في 6 أغسطس عام 711، تم الاستيلاء على لشبونة من قبل القوات الإسلامية. والذين كانوا في الغالب من الأمازيغ والعرب، وقاموا ببناء العديد من المساجد والمنازل، وأعادوا بناء سور المدينة (المعروف باسم Search Forward) وأقاموا السيطرة الإدارية، مع السماح للسكان المتنوعين بالحفاظ على أنماط حياتهم الاجتماعية والثقافية (المولدون والعرب والأمازيغ والمستعربون واليهود والصقالبة). كانت اللغة المستعربية هي اللغة الأم التي يتحدث بها معظم السكان المسيحيين مع أنّ أن اللغة العربية كانت معروفة على نطاق واسع بأنها تتحدث بها جميع الطوائف الدينية. كانت لشبونة مقر بطريرك لشبونة منذ القرن الرابع الميلادي، بعد حِقْبَة سيطرة القوط الغربيين، احتل المسلمين المدينة وظلت تحت السيطرة الإسلامية من القرن الثامن إلى القرن الثاني عشر، مع أنّه تم السماح للمسيحيين بالعيش في لشبونة والمناطق المحيطة بها.
خلال حِقْبَة حروب الإسترداد، سيطر المسيحيون الأوروبيون على شبه الجزيرة الإيبيرية من المرابطين المسلمين. في عام 868، تم تشكيل أولى مقاطعات البرتغال. عدّت عادة الانتصار على المسلمين في معركة أوريكي عام 1139 المناسبة التي حولت مقاطعة البرتغال من إقطاعية لمملكة ليون إلى مملكة البرتغال المستقلة. وتأسست الدولة البرتغالية الحديثة في عام 1139 من قبل أفونسو أنريكي كونت البرتغال، أعلن أفونسو أنريكي رسميًا استقلال البرتغال عندما أعلن نفسه ملكاً على البرتغال في 25 يوليو 1139 بعد معركة أوريكي. واعترف به عام 1143 ألفونسو السابع ملك ليون وقشتالة وفي 1179 من قِبل البابا ألكسندر الثالث. اندفع أفونسو أنريكي وخلفائه مدعومين بنظام الرهبانية العسكري جنوبًا لطرد المسلمين، حيث كانت مساحة البرتغال نصف مساحتها الحالية.
في عام 1147، كجزء من الاسترداد، حاصر الفرسان الصليبيون خلال الحملة الصليبية الثانية بقيادة أفونسو أنريكي لشبونة وأعادوا احتلالها. أُعيدت المدينة التي كان عدد سكانها حوالي 154,000 نسمة في ذلك الوقت، إلى الحكم المسيحي. تُعد استعادة البرتغال وإعادة تأسيس المسيحية واحدة من أهم الأحداث في تاريخ لشبونة والبرتغال، التي تم وصفها في تأريخ حول «غزو لشبونة» (باللاتينية: De expugnatione Lyxbonensi)، التي تصف، من بين حوادث أخرى، كيف قُتل الأسقف المحلي وصلى سكان المدينة من أجله. تحول بعض السكان المسلمين إلى مذهب الكنيسة الرومانية الكاثوليكية وهرب معظم الذين لم يغيروا دينهم إلى أجزاء أخرى من العالم الإسلامي، ولا سيما إسبانيا المسلمة وشمال أفريقيا. تم تدمير جميع المساجد بالكامل أو تحويلها إلى كنائس. نتيجة لانتهاء الحكم الإسلامي، فقدت اللغة العربية المنطوقة بسرعة مكانتها في الحياة اليومية للمدينة واختفت تمامًا. وبُنيت كاتدرائية لشبونة عام 1147 وهي أقدم كنيسة في المدينة، وهي مقام كرسي مِطْرَانِيَّة لشبونة. منذ بداية بناء الكنيسة على أطلال جامع لشبونة المدمر عقب حصار لشبونة عام 1147، رممت البناية عدة مرات وصمدت أمام زلازل كثيرة.

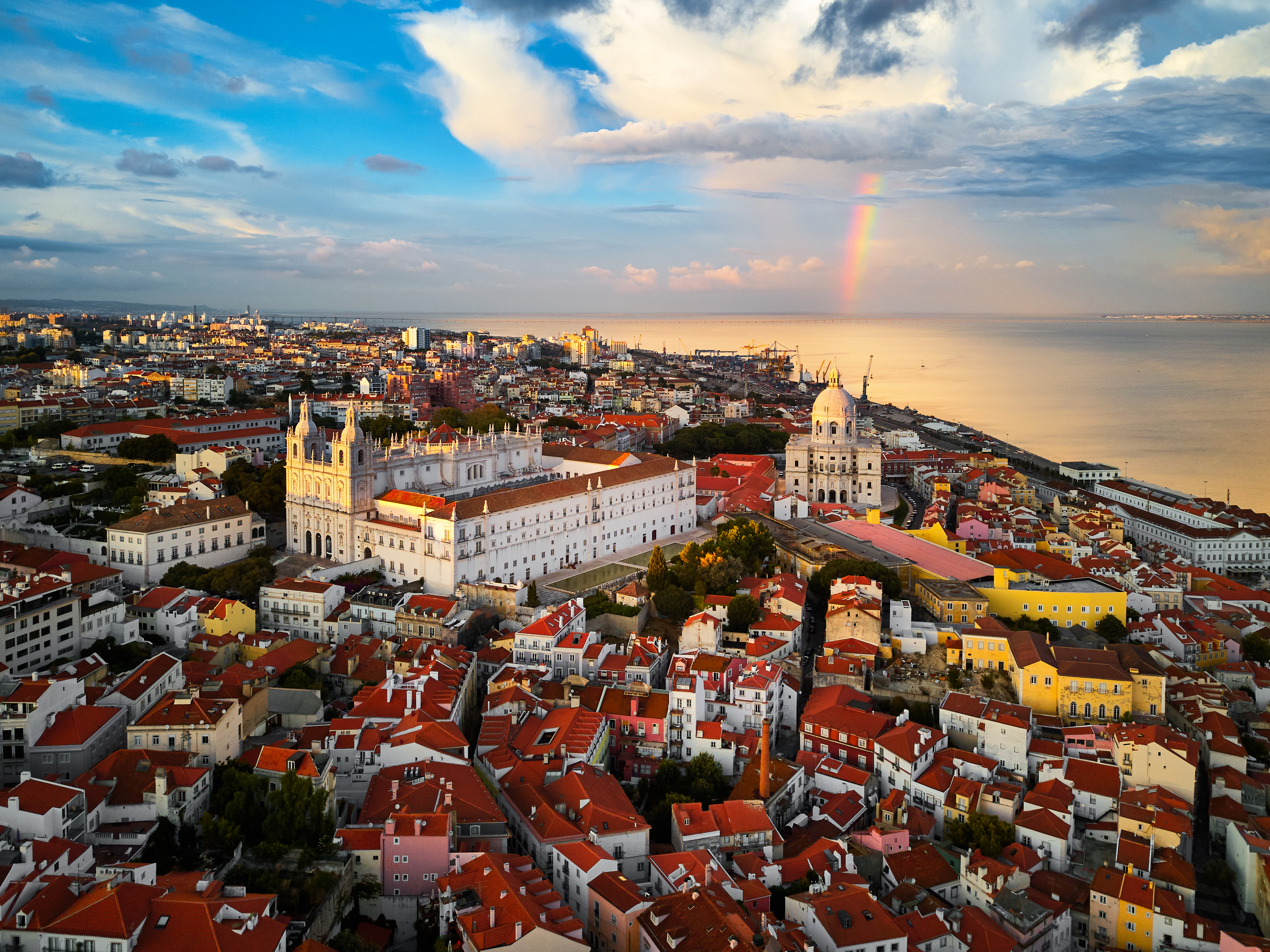
كنيسة البانثيون الملكي ودير ساو فيسنتي دي فورا تتوسط حي الفاما بلشبونة، وتضم على رفات ملوك بيت براغانزا.

في عام 1249 انتهى التوسع البرتغالي مع الاستيلاء على الغارف بقيادة ألفونسو الثالث على الساحل الجنوبي مما أعطى البرتغال حدودها في الوقت الحاضر مع استثناءات طفيفة. وساعد الصليبيون على إعادة الاستيلاء على الأراضي البرتغاليَّة، التي انتهت في عام 1249. في عهد أفونسو الأول ملك البرتغال (حكم من عام 1139 إلى عام 1185)، أسس مملكة البرتغال وتم توحيد الكنيسة والدولة البرتغالية في شراكة دائمة ومتبادلة المنفعة. ولضمان الاعتراف البابوي ببلاده، أعلن أفونسو الأول ملك البرتغال البلاد دولة تابعة للبابا، وكان على هذا النحو معترف به في عام 1179 بمرسوم بابوي. ووجد الملك في الكنيسة حليفاً مفيداً حيث طرد المغاربة نحو الجَنُوب. ولدعمها لسياساته، كافأ أفونسو الكنيسة بوفرة من خلال منحها أراضي وامتيازات شاسعة في المناطق المحتلة. أصبحت الكنيسة أكبر مالك للأراضي في البلاد، وكانت قوتها مساوية لقوة النبلاء، والمنظمات العسكرية، حتى التاج لفترة من الزمن. لكن أفونسو أكد أيضاً على تفوقه على الكنيسة، وهو تفوق تم الحفاظ عليه - بمختلف المراحل.
طوال العصور الوسطى، تحوّل بعض اليهود والمسلمين في بعض الأحيان إلى المسيحية، وفي العديد من الأحيان كانت تلك التحولات نتيجة لضغوط مادية واقتصادية واجتماعية أو الإكراه. في عام 1497 ازدادت أعداد المسيحيين الجدد مع اجبار المسلمون واليهود التحول للمسيحية أو مواجهة الطرد. وتشير إحصائيات إلى تحول أكثر من 200,000 يهودي للمسيحية في القرن الخامس عشر، في حين تعرض للطرد بين 40,000 إلى 100,000 يهودي. في الوقت نفسه وعلى الرغم من إصدار أوامر بطرد اليهود من البرتغال في عام 1496، الا أنه لم يسمح إلا لعدد قليل منهم بالرحيل، وأجبر الباقي على التحول للمسيحية. وفي العقود التالية، قادت البرتغال استكشاف العالم وبدأ عصر الاستكشاف. أصبح الأمير هنري الملاح ابن الملك جواو الأول، الراعي الرئيسي في هذا المسعى. وبذلت الكنيسة الكاثوليكية دور بازر خلال عصر الاستكشاف؛ حيث مع توسع الإمبراطورية البرتغالية من أوائل القرن الخامس عشر فصاعدًا نشطت البعثات الكاثوليكيَّة في المستعمرات البرتغالية في أفريقيا وآسيا وأمريكا الجنوبية. ودخلت البعثات المسيحية جنبًا إلى جنب مع الجهود الاستعمارية البرتغالية. عمل في الأمريكيتين وغيرها من المستعمرات في آسيا وأفريقيا، العديد من الجماعات الدينية مثل الفرنسيسكان، والدومنيكان، والأوغسطينيون واليسوعيون.

### عصر الإمبراطورية البرتغالية

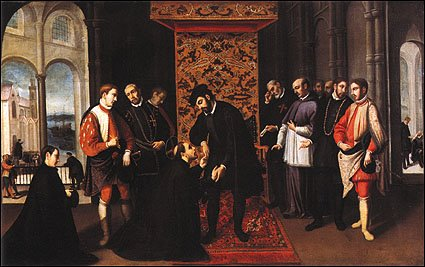
لوحة تصور لقاء الملك البرتغال جواو الثالث مع المبشر فرنسيس كسفاريوس.

يكمن أصل مملكة البرتغال في حروب الإسترداد، وهي الاستعادة التدريجية لشبه الجزيرة الإيبيرية من المغاربة. وبعد تأسيس نفسها كمملكة منفصلة في عام 1139، أكملت البرتغال احتلالها للأراضي المغاربية عن طريق الوصول إلى الغرب في عام 1249، ولكن استقلالها استمر في التهديد به من قِبل تاج قشتالة المجاورة حتى توقيع معاهدة إيلون في عام 1411. وتحول الاهتمام البرتغالي إلى الخارج وتوجه إلى رحلة عسكرية إلى الأراضي الإسلامية في شمال إفريقيا. وكان هناك العديد من الدوافع المحتملة لهجومهم الأول على الدولة المرينية (في المغرب في الوقت الحاضر). لقد أتاحت الفرصة لمواصلة الحملات الصليبية؛ وبالنسبة للطبقة العسكرية وُعدت بالمجد في ساحة المعركة وغنائم الحرب؛ وأخيراً، كانت أيضاَ فرصة لتوسيع التجارة البرتغالية ومعالجة التدهور الاقتصادي للبرتغال. قامت الإمبراطورية البرتغالية بالسيطرة على الساحل الأطلسي، وفي عام 1415 عندما احتلت مدينة سبتة، قام البرتغاليون ببناء كاتدرائية القديسة مريم العذراء. وتأسست الأبرشية الرومانية الكاثوليكية في سبتة بعد ذلك بعامين، كما وقام البرتغاليين باحتلال مدينة طنجة دون معارضة في 28 أغسطس عام 1471 بعد أن هربت الحامية عند علمهم بغزو مدينة أصيلة.
على الرغم من أن العلاقات بين الملكيَّة البرتغالية والكنيسة الكاثوليكية كانت ودية عمومًا ومستقرة، فإن قوة الكنيسة النسبية تقلبت. في القرنين الثالث عشر والرابع عشر، تتمتعت الكنيسة بكل من الثروات والسلطة النابعة من دورها في حروب الإسترداد ودورها الوثيق مع القومية البرتغالية القديمة. لكن تضائل موقف الكنيسة تجاه الدولة لفترة من الزمن، لكنها أستعادت دورها مع نمو الإمبراطورية البرتغالية في الخارج حيث أعتبر المبشرين عوامل مهمة للإستعمار. لعبت الإمبراطورية البرتغالية من خلال المبشرون والبحارة والتجار البرتغاليون دور في نشر الكاثوليكية في العالم الجديد والشرق الأقصى في اليابان والصين وماكاو وفي أفريقيا في دول مثل أنغولا وموزمبيق وساو تومي وبرينسيب والرأس الأخضر وغينيا بيساو وفي تيمور الشرقية والهند (غوا وساحل مليبار وكونكان) وسيلان وإندونيسيا وملقا، حيث بذلت الكنيسة الكاثوليكية خلال عصر الاستكشاف إلى جانب البحارة والتجار البرتغاليون جهداً كبيراً لنشر المسيحية في العالم الجديد وتحويل الهنود الحمر وغيرهم من الشعوب الأصلية في الأمريكتين للمسيحية. وتُعتبر الديانة والثقافة الكاثوليكية من الإرث الثقافي المهم للإمبراطورية البرتغالية في الخارج، والتي ما تزال العقيدة الدينية الرئيسية في البرازيل ومجموعة البلدان الناطقة بالبرتغالية (اللوزوفونية). ويرتبط تاريخ اللوزوفونية ارتباطًا جوهريًا بتاريخ الإمبراطورية البرتغالية، على الرغم من أن مجتمعات الشتات البرتغالي والشتات البرازيلي لعبت أيضًا دورًا في نشر اللغة البرتغالية والثقافة اللوزوفونية.

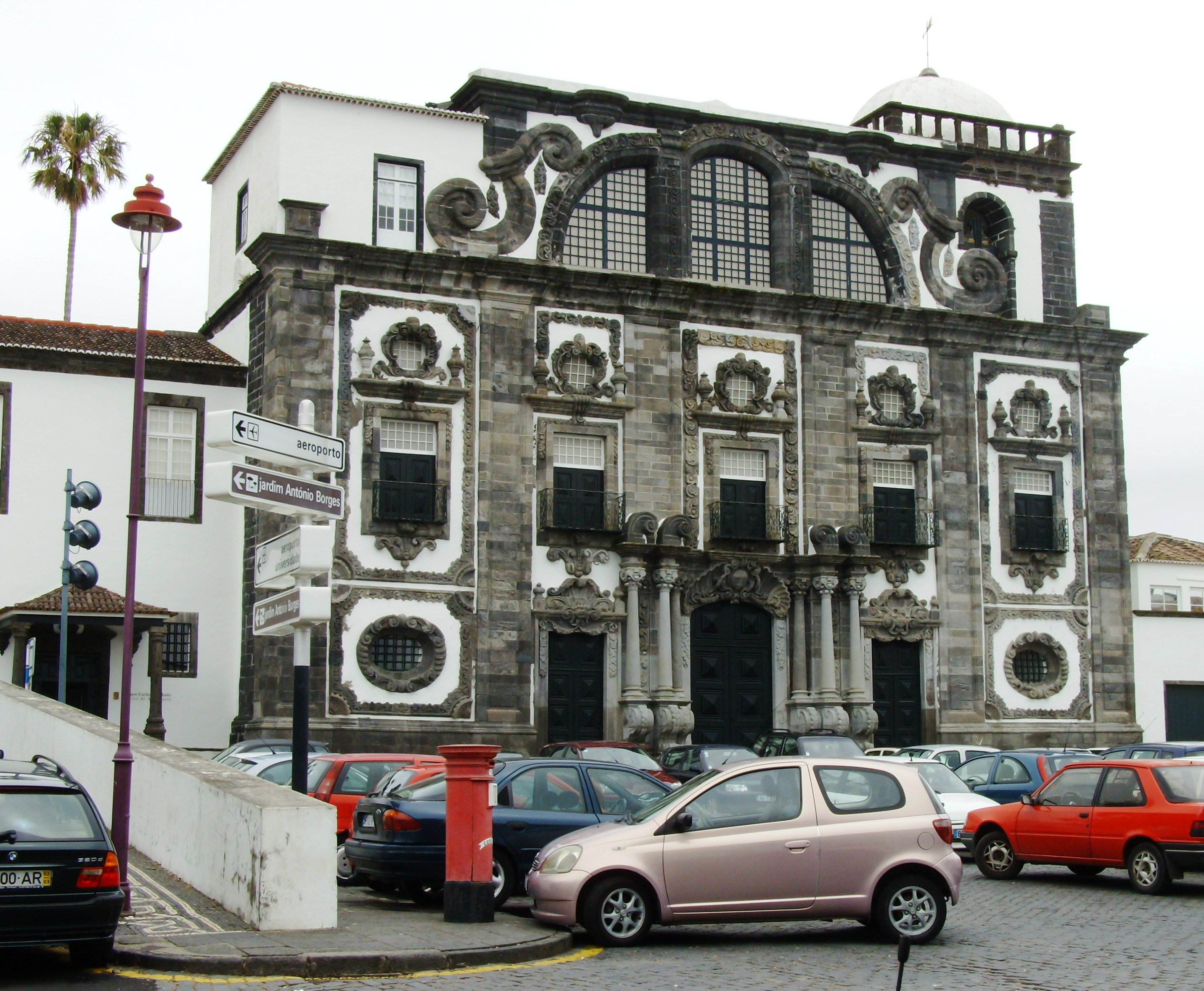
مدرسة وكليَّة اليسوعيين في ساو سيباستياو: لعب اليسوعيين أدورًا هامة في مجال التعليم في البرتغال.

جلب توميه دي سوزا أول حاكم عام للبرازيل، أول مجموعة من اليسوعيين إلى المستعمرة. وكان اليسوعيون يمثلون الجانب الروحي للمؤسسة، وكان من المقرر أن يلعبوا دورًا مركزيًا في التاريخ الإستعماري للبرازيل. حيث كان نشر الإيمان الكاثوليكي مبررًا هامًا للفتوحات البرتغالية، ودُعم اليسوعيون رسميًا من قبل الملك البرتغالي، الذي أمر توميه دي سوزا أن يقدم لهم كل الدعم اللازم لتنصير الشعوب الأصلية. وقام أوائل اليسوعيين، بقيادة الراهب مانويل دا نوبريغا، ومن بينهم شخصيات بارزة مثل خوان دي أزبيلكويتا نافارو، وليوناردو نونيس، وفي وقت لاحق خوسيه دي أنشيتا، بإنشاء أول بعثة يسوعية في مدينة سلفادور وفي ساو باولو. وشارك اليسوعيون في تأسيس مدينة ريو دي جانيرو في عام 1565. ومع إنشاء البلدات والمدن البرتغاليَّة في البرازيل، كان بناء الكنائس والكاتدرائية كمقر الأبرشية من أولويات الحكومة الإستعمارية. وعلى الرغم من أن مباني الكنيسة الأولى كانت مصنوعة من مواد في متناول اليد، الأ أنه سرعان ما تم بناء المزيد من الصروح الفخمة، وخلال ازدهار تصدير قصب السكر في القرنين السادس عشر والسابع عشر في البرازيل، نمت المستوطنات البرتغالية وكانت الكنائس مكانًا للفخر المحلي.
في عام 1542 وصل المبشر اليسوعي فرنسيس كسفاريوس إلى غوا في خدمة جواو الثالث ملك البرتغال، وكمدوب بابوي وقام بنشر المسيحية في المستعمرات الإسبانية والبرتغالية في الشرق، وفي غوا، وجزر الملوك، وسيلان واليابان، وماكاو حيث أسس فيها إرساليات، وهدى آلاف السكان الأصليين إلى المذهب الجديد. وأسس الكاثوليك البرتغاليين مدينة ناكاساكي في اليابان، لتكون مركزًا مسيحيا مهمًا في الشرق الأقصى. وفي عام 1594 تأسست الجامعة الكاثوليكيَّة كلية القديس بولس في ماكاو (بالبرتغاليَّة: Colégio de São Paulo) من قبل الرهبان اليسوعيين لخدمة البرتغاليين تحت معاهدة بادرودو. وهي تعتبر الجامعة الغربيَّة الأولى في شرق آسيا. وشمل برنامجها الأكاديمي لتشمل التخصصات الأساسية مثل اللاهوت والفلسفة والرياضيات والجغرافيا وعلم الفلك واللاتينية والبرتغالية والصينية، وضمت الكليَّة أيضًا مدرسة في الموسيقى والفنون. كان للكلية تأثير كبير على تعلم اللغات والثقافة الشرقية، ودرَّس فيها أولى علماء الصينيات الغربيين أمثال ماتيو ريتشي، ويوهان آدم شال فون بيل وفرديناند فيربيست، وهم من بين أبرز علماء الصينيات في ذلك الوقت. وكانت الكلية قاعدة للمبشرين اليسوعيين المسافرين إلى الصين واليابان وشرق آسيا، وتطورت مع اختلاط التجارة بين ماكاو وناغازاكي حتى عام 1645. وقام المبشرون اليسوعيون بإتباع البرتغاليين لنشر الكاثوليكية في آسيا وأفريقيا مع نجاح متباين.
حتى القرن الخامس عشر، احتل بعض اليهود أماكن بارزة في الحياة السياسية والاقتصادية البرتغالية. وكان للعديد منهم أيضا دور نشط في الثقافة البرتغالية، وبحلول هذا الوقت، كانت لشبونة وإيفورا موطنًا للمجتمعات اليهودية الهامة. في عام 1497 طردت البرتغال اليهود في حين أن من أراد البقاء أجبر على التحول للمسيحية. أنشأ الملك جواو الثالث ملك البرتغال ديوان التحقيق البرتغالي (بالبرتغالية: Inquisição Portuguesa) سنة 1536، وكان واحدًا من ثلاث محاكم تفتيش (دواوين تحقيق) نشأت في العالم المسيحي في العصور الوسطى، إلى جانب ديوان التحقيق الإسباني وديوان التحقيق الروماني. نظمت محاكم التفتيش البرتغالية أول موكب أوتو دا في في البرتغال سنة 1540، وامتد نشاطها إلى المستعمرات البرتغالية، ومنها البرازيل والرأس الأخضر وغوا، وظلت تمارس تفتيشها في العقائد حتى سنة 1821.

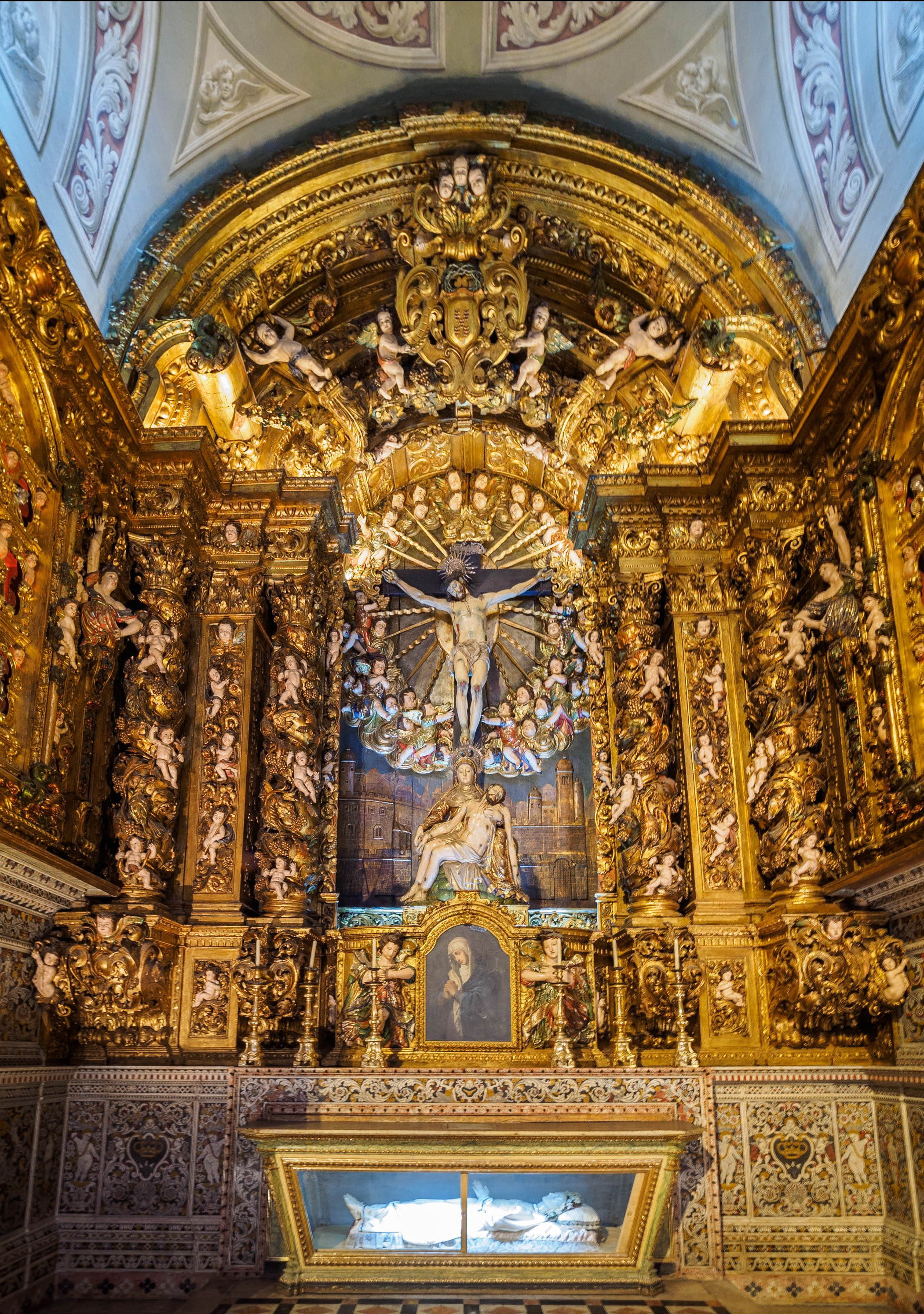
كنيسة دي ساو روك في لشبونة؛ والتي تعكس ثروة ونفوذ الكنيسة خلال الحقبة الإستعماريَّة.

سمحت السلطات الملكية البرتغاليّة لليسوعيين السيطرة المطلقة على النظام التعليمي، وخلال القرن السابع عشر، ظهر عدد من الرسامين والموسيقيين اليسوعيين البرتغاليين البارزين، وكذلك اللغويين، الذين وضعوا معاجم للغات الإسبانية والبرتغالية ما كرّس تحولها إلى لغات مستقلة عن اللاتينية. في الصين، ترجم اليسوعيون إلى الصينية مؤلفات علمية عديدة، لاسيّما تلك المتعلقة بالرياضيات، واطلعوا الصينيين على الاكتشافات الحديثة آنذاك كالفرجارات والمؤقتات والمارايا الأفقية، كما حققوا عملاً جغرافيًا ضخمًا، وبحسب شهادة معاصرة «لا تزال خرائط اليسوعيين تثير إعجاب الاختصاصيين المعاصرين».
في القرن الثامن عشر، أصبحت المشاعر المعادية للكنيسة قوية، ومن أبرز الأحداث المعادية للكنيسة كان طرد رجل الدولة ماركيز دي بومبال اليسوعيين من البلاد في 1759، قد قدم بومبال العديد من الإصلاحات الإدارية الأساسية، والتعليمية، والاقتصادية، والكنسية مبررًا إياها باسم «العقل» مما كان له دور فعال في دفع عجلة العلمنة. كما وقام بتجمييد العلاقات مع الكرسي الرسولي في روما، ونقل التعليم تحت سيطرة الدولة. كما أعاد هيكلة جامعة قلمرية، وأنهى التمييز ضد الطوائف المسيحية المختلفة في البرتغال. وتمت الإطاحة بماركيز دي بومبال في نهاية، وتم إبطال العديد من إصلاحاته، ولكن مكافحة معاداة رجال الدين ظلت قوة في المجتمع البرتغالي. وفي عام 1821، ألغيت محاكم التفتيش البرتغالية، وحظرت المؤسسات الدينية، وفقدت الكنيسة الكثير من ممتلكاتها. تحسنت العلاقات بين الكنيسة والدولة في النصف الثاني من القرن التاسع عشر، ولكن موجة جديدة من معاداة رجال الدين ظهرت مع إنشاء جمهورية البرتغال الأولى في عام 1910.
من أبرز مآثر الإمبراطورية البرتغالية ونشاط البعثات الكاثوليكيَّة هو أنّ عدد البلدان من الناطقة بالبرتغالية مثل أنغولا، والبرازيل، والرأس الأخضر، وموزامبيق وساو تومي وبرينسيبي وتيمور الشرقية هي بلدان ذات أغلبية كاثوليكية، كما أنّ البرازيل هي أكبر أمّة كاثوليكية في العالم. كما وتضم ولاية غوا الهنديَّة، والتي جزءًا من الإمبراطورية البرتغالية، أقلية كاثوليكية كبيرة.
في 1 فبراير 1908، اغتيل الملك كارلوس الأول ملك البرتغال وولي عهده الأمير لويس فيليبي في لشبونة. في عام 1910، خلعت الثورة الملكية البرتغالية الملك الأخير مانويل الثاني. وتم فصل الكنيسة عن الدولة رسميًا وذلك خلال جمهورية البرتغال الأولى (1910-1926)؛ وكان رجال السياسة في جمهورية البرتغال الأولى من العلمانيين المتشددين، وحاولوا في اتباع التقليد الليبرالي المتمثل في القضاء على الدور القوي للكنيسة الكاثوليكية.
يشير المؤرخ ستانلي باين إلى أن «غالبية الجمهوريين اتخذوا موقفهم بأن الكاثوليكية هي العدو الأول للفردي من الطبقة الوسطى، ويجب القضاء على نفوذها في البرتغال». تحت قيادة أفونسو كوستا، وزير الحكومة آنذاك، قامت الثورة ضد الكنيسة الكاثوليكية حيث نهبت الكنائس، وهوجمت الأديرة، وتعرض رجال الدين للمضايقات، وقد أظهرت أغلب النخب في ذلك الوقت قدرًا كبيرًا من التطرف العلماني، فحظرت تدريس الدين في المدارس، واضطهدت المتدينين الكاثوليك بشدة. وهكذا أصبح للنظام الجمهوري أعداء كثر في طبقات مختلفة من الشارع البرتغالي. وفي 10 أكتوبر - أي بعد خمسة أيام من تنصيب الجمهورية - قررت الحكومة الجديدة إلغاء جميع الرهبانيات والمؤسسات الدينية. وتم طرد جميع المقيمين في المؤسسات الدينية ومصادرة بضائعهم. واضطر اليسوعيون إلى التخلي عن الجنسية البرتغالية. وفي 3 نوفمبر سن قانون يشرع الطلاق، ثم كانت هناك قوانين تعترف بشرعية الأطفال المولودين خارج إطار الزوجية، وتفوض بإحراق الجثث، وعلمنة المقابر، وقمع التعليم الديني في المدارس، وحظر ارتداء الكاسوك. وبالإضافة إلى ذلك، منعت رنين أجراس الكنيسة، وقمعت الاحتفالات العامة خلال الأعياد الدينية. وقد توجت هذه السلسلة من القوانين التي أصدرها أفونسو كوستا بقانون الفصل بين الكنيسة والدولة، الذي صدر في 20 أبريل 1911.

### العصور الحديثة

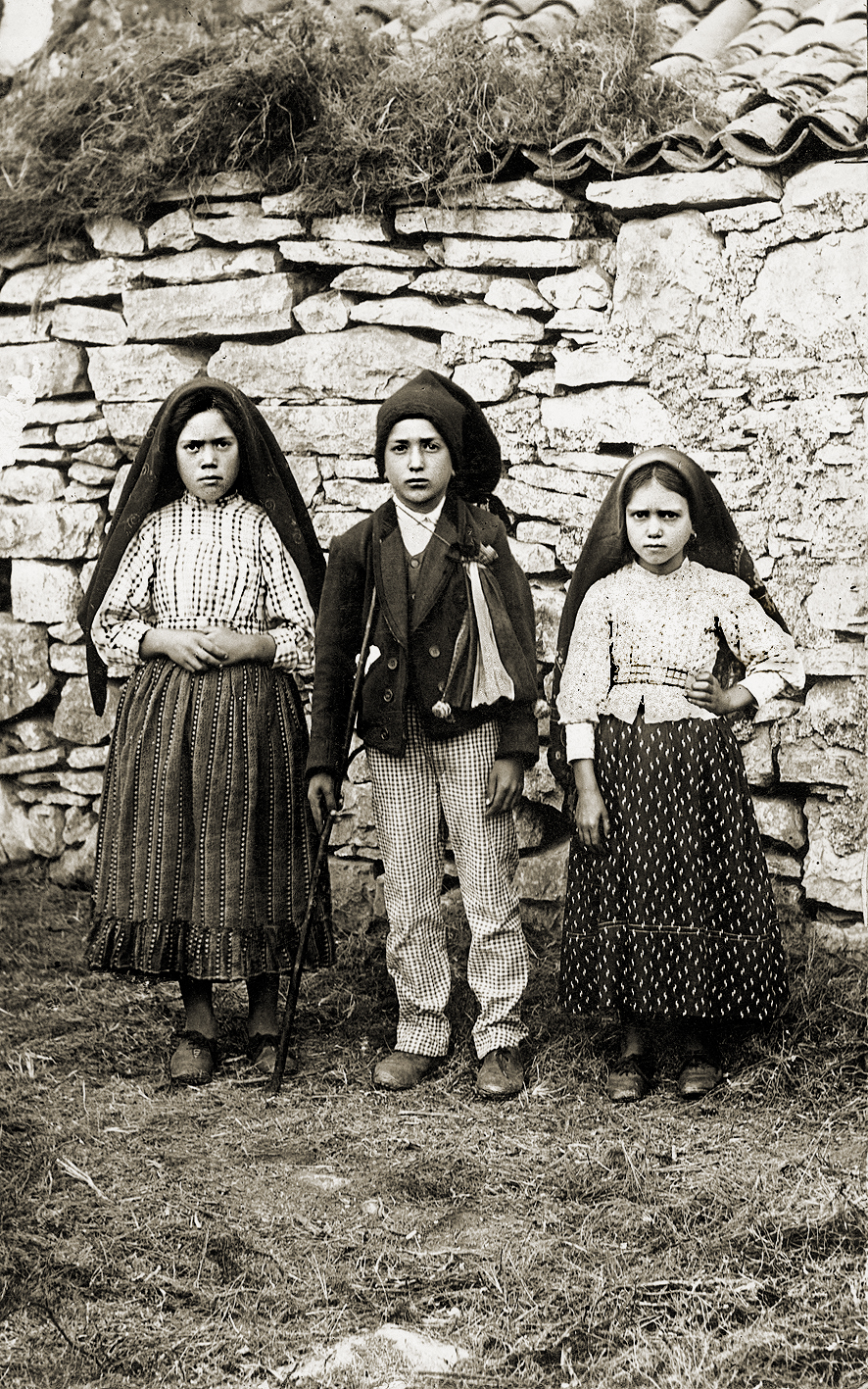
صورة لجاسينتا وفرانسيسكو ولوسيا التي ظهرت لهم مريم العذراء، في مدينة فاطمة عام 1917، وفقًا للمعتقدات الكاثوليكية.

في عام 1917 وفقاً للمعتقدات الكاثوليكية، ظهرت مريم العذراء في فاطمة ستة مرات بين مايو وأكتوبر في 13 كل شهر للأطفال لوسيا دوس سانتوس، وجاسينتا وفرانسيسكو مارتو. ودُعيب هذه الحادثة بأسرار فاطمة الثلاث والتي استودعتها العذراء للرؤاة وفق المعتقدات الكاثوليكية، حيث كشف اثنان منهما بداعي اليوبيل الفضي للظهورات، السر الأول رأى فيه الرؤاة جهنم بشكل مباشر وعبروا عن هلعهم وخوفهم من مظهرها؛ السر الثاني يتعلق باندلاع الحرب العالمية الثانية وازدياد المضايقات الخاصة للبابا في روما؛ أما السر الثالث فلم يتم الكشف عنه حتى الآن لأسباب مجهولة، وربما لكونه يشير إلى نهاية العالم، كما يتوقع البعض.
أعاد نظام إستادو نوفو اليمني في الفترة من 1932 إلى 1974 الكاثوليكية كدين رسمي للبلاد، وشهدت الكنيسة إحياء خلال حكم رئيس الوزراء البرتغالي أنطونيو سالازار. حيث كان أنطونيو سالازار نفسه متدين جدًا ومفعم بالمبادئ الكاثوليكية. وقبل دراسته للقانون، كان صديقًا لمانويل غونكالفس سيريجيرا، بطريرك لشبونة لاحقًا. وأدعى سالازار أن نظام إستادو نوفو يقوم على المبادئ الكاثوليكية التقليدية، مع التركيز على النظام والانضباط. وكانت الأسرة والرعية والمسيحية هي أساس الدولة. إلا أن سالازار تجاوزت هذه المبادئ إلى حد كبير، وأقام ديكتاتورية شاملة. وساعدَ تأييد نظامه أيضًا التسامح مع الكنيسة الكاثوليكية، وإعادة الاعتبار الجزئي لجموع المتدينين.
في عام 1940، تم التوقيع على كونكوردات العلاقات بين البرتغال والفاتيكان. وضم التوقيع أن تكون الكنيسة «منفصلة» عن الدولة وأن تتمتع بموقف خاص. وتم منح الكنيسة الكاثوليكية السيطرة الحصرية على التعليم الديني في المدارس العامة. وأسثني رجال الدين الكاثوليك من الانخراط في القوات المسلحة. وأصبح الطلاق، الذي أقرته جمهورية البرتغال الأولى، غير قانوني بالنسبة لأولئك المتزوجين حسب طقوس الكنيسة، ولكنه ظل قانونيًا فيما يتعلق بالزواج المدني. وقد أعطيت الكنيسة «شخصية قانونية» رسميَّة. في ظل حكم سالازار، حافظت الكنيسة والدولة في البرتغال على علاقة مريحة ومتعاضدة.
في أبريل 1974 قاد اليساريون انقلابًا أبيضًا في لشبونة، والذي يعرف باسم ثورة القرنفل والذي قاد الطريق للديمقراطية الحديثة فضلاً عن استقلال المستعمرات السابقة في أفريقيا وبعد عامين من الفترة الانتقالية المعروفة باسم (العملية الثورية المستمرة) والتي تميزت بالاضطرابات الاجتماعية والنزاعات على السلطة بين اليسار واليمين. تم التأكيد على هذا الفصل في الدستور البرتغالي لعام 1976، وبالتالي تعد البرتغال دولة علمانية. عدا عن الدستور توجد وثيقتان حول الحرية الدينية هما قانون الحرية الدينية لعام 2001 وكونكورداتا لسنة 1940 (بصيغتها المعدلة في عام 1971) بين البرتغال والكرسي الرسولي. وجدت دراسة قامت بها مركز بيو للأبحاث عام 2018 أنَّ حوالي 83% من البرتغاليين قالوا أنهم مسيحيين وبحسب الدراسة تأتي الكاثوليكيَّة بمقدمة الطوائف المسيحيَّة مع حوالي 77% من السكان. ووفقاً لدراسة قامت بها مركز بيو للأبحاث عام 2019 حوالي 14% من البرتغاليين من دافعي ضريبة الكنيسة.

## الطوائف المسيحية

### الكاثوليكية

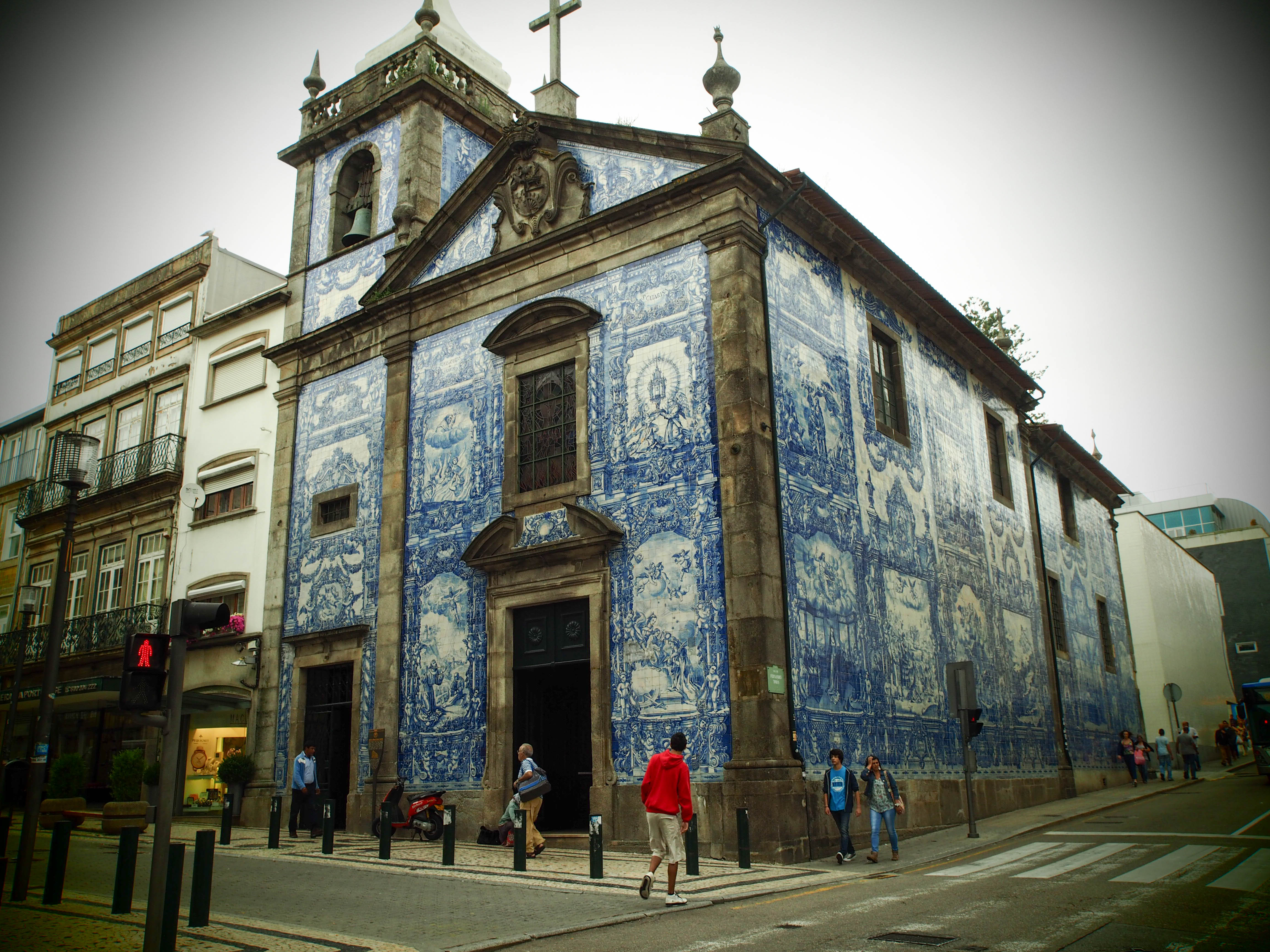
أكابيلا داس ألماس في مدينة بورتو.

الكنيسة الكاثوليكية البرتغاليَّة هي جزء من الكنيسة الكاثوليكية العالمية في ظل القيادة الروحية للبابا في روما والمؤتمر الأسقفي البرتغالي، يعتنق أغلب البرتغاليين المسيحية ديناً على المذهب الروماني الكاثوليكي، الذي يعدّ أكبر مذهب في البلاد، حيث وفقًا للتعداد السكاني من عام 2011 يعتبر حوالي 81.0% من البرتغاليين أنفسهم كاثوليك. منهم فقط 19% قالوا أنهم ترددوا على الكنيسة كل يوم أحد بانتظام، في حين الغالبية العظمى من الشعب البرتغالي يتلقون الأسرار السبعة المقدسة مثل العماد والزواج. ولأسباب تاريخيّة مختلفة يحمل أسقف لشبونة لقب بطريرك، وهو لقب يحمله كل من بطريرك اللاتين في القدس، وبطريرك البندقية وبطريرك جزر الهند. ويتوزع كاثوليك البلاد على عشرين أبرشية تقع تحت سلطة ثلاثة أسقفيات وهي لشبونة وبراغا ويابرة.
تمتلك البرتغال ثقافة كاثوليكية غنية بوجود العديد من القديسين والشهداء البرتغاليين. ازدهر الفن الروماني الكاثوليكي في البرتغال في العصور الوسطى وعصر النهضة والباروك. تعتبر الهندسة المعمارية الكاثوليكية في البرتغال غنية أيضاً ومثيرة للإعجاب، فهناك كنائس وكاتدرائيات مثل بازيليكا بوم خيسوس ودير جيرونيموس ودير باتالها وكاتدائية براغا. وفقًا للتقاليد المسيحية يعتبر أنطونيو من لشبونة راعي البرتغال. وتعتبر البرتغال أيضًا موقعاً لأحد أبرز مواقع الحج الكاثوليكي في العالم، وهو مزار سيدة فاطمة في مدينة فاطمة، على شرف مريم العذراء. وتُعد مدينة براغا الشمالية مركز كاثوليكي مهم.
يعد البابا يوحنا الحادي والعشرون البابا البرتغالي الوحيد في تاريخ الكنيسة الكاثوليكية، إذا استثنينا داماسوس الأول، الذي ولد في منطقة من الإمبراطورية الرومانية الغربية تقع فما يعرف الآن بالبرتغال، وبالتالي يمكن أن نعتبره هو الآخر برتغاليًا.

### البروتستانتية
بدأ البريطانيون الاستيطان في البرتغال في القرن التاسع عشر وبالتالي جلب هذا الإستيطان حضور للطوائف البروتستانتية الأخرى. وأنتمى معظمهم إلى كنيسة إنجلترا، وتلا ذلك عمل الكنائس المشيخية، والميثودية، والمعمدانية والأبرشانيَّة في العمل التبشيري. أدى الملكية الدستورية في عام 1834 إلى منح شكل من أشكال التسامح الديني المحدودة، وبالتالي أدى ذلك إلى افتتاح كنيسة سانت جورج الأنجليكانية في لشبونة. وافتتحت كنيسة ثانية في عام 1868. وتزامن بناء البعثات الأنجليكانيَّة مع تزايد نفوذ الكنيسة الكاثوليكية القديمة في البرتغال. تُعد أقدم طائفة بروتستانتية ناطقة بالبرتغالية هي الكنيسة الإنجيلية المشيخية في البرتغال (بالبرتغاليَّة: Igreja Evangélica Presbiteriana de Portugal)، وتتبع أصولها إلى البعثات التبشيرية الإسكتلندية في ماديرا في أوائل القرن التاسع عشر.
بحلول أوائل التسعينات كان يعيش ما يقرب من 50,000 إلى 60,000 من الأنجليكان والبروتستانت في البرتغال، أي أقل من 1 في المئة من مجموع السكان. شهدت خمسينيات وستينات القرن العشرين وصول مذهب الخمسينية، والمورمونية وشهود يهوه، وكلهم ازدادوا بأعداد أسرع. غير أن هذه الفئات عرقلتها القيود المفروضة على الممارسة الحرة لأديانها، ولا سيما الأنشطة التبشيريَّة.

## الممارسة الدينية
تختلف مظاهر الممارسة الدينية في البرتغال باختلاف المناطق الإقليمية. حتى وقت مبكر من العام 1990 كان حوالي 60 إلى 70 في المئة من السكان في الشمال البرتغالي يحضرون القداس والشعائر الكاثوليكية بانتظام، مقارنة مع 10 إلى 15 في المئة في الجنوب المعادي لرجال الدين تاريخيًا. مقارنًة في منطقة لشبونة، والتي كان كان نحو 30% من السكان ممارسين للشعائر الكاثوليكية بانتظام. تبرز أهمية الكاثوليكية في حياة البرتغاليين في وجود المظاهر الكاثوليكية والكنائس في كل مدينة وقرية تقريبًا. كنائس القرية عادًة ما تكون في مواقع بارزة، سواء على الساحة الرئيسية أو على قمة تل يطل على القرية. بنيت الكثير من الكنائس والمصليات في القرن السادس عشر في ذروة التوسع الإستعماري البرتغالي، وزينّت في كثير من الأحيان مع الخشب وورق الذهب.
وفقًا لدراسة نشرها مركز بيو للأبحاث عام 2017 تحت عنوان خمسة عقود بعد الإصلاح تبين أنَّ 39% من الكاثوليك البرتغاليين قال أن للدين أهميَّة كبيرة في حياتهم، وقال 40% من الكاثوليك البرتغاليين أنه يُداوم على الصلاة يوميًا، وقال 28% من الكاثوليك البرتغاليين أنه يتردد على حضور القداس في الكنيسة على الأقل مرة في الأسبوع. وبحسب الدراسة أيضًا قال 63% من الكاثوليك البرتغاليين أنَّ الإيمان والأعمال الصالحة هي ضروريَّة للحصول على الخلاص، وهي نظرة أقرب للاهوت الكنيسة الكاثوليكيَّة؛ في حين قال 22% من الكاثوليك البرتغاليين أنَّ الإيمان وحده هو ضروريَّ للحصول على الخلاص، وهي نظرة لاهوتيَّة من الفكر البروتستانتي والتي تقول أنّ الحصول على الخلاص أو غفران الخطايا هو هديّة مجانيّة ونعمة الله من خلال الإيمان بيسوع المسيح مخلصًا، وبالتالي ليس من شروط نيل الغفران القيام بأي عمل تكفيري أو صالح.

### مواقع ذات أهمية دينية
من المزارات الشعبية في البرتغال بازيليكا سيدة فاتيما في مدينة فاطمة وهي مدينة في البرتغال معروفة بسبب الرؤى الدينية التي حدثت في 1917. اشتهرت بأسرار فاطمة حسب ما يعتقده الكثير من المسيحيين الكاثوليك أن اسرار فتيما الثلاتة هي عبارة عن وحي أعطي سنة 1917 من طرف مريم للطفلة لوسيا ضوس سنطوس ولأبناء عمها جاسينطا وفرانسيسكو مارطو في مدينة فاتيما في البرتغال. أدى ذلك إلى تحول القرية إلى موقع مقدس يزوره مئات الآلاف من الحجاج لزيارة ضريح فاطمة في كل عام.

### الوضع الحالي

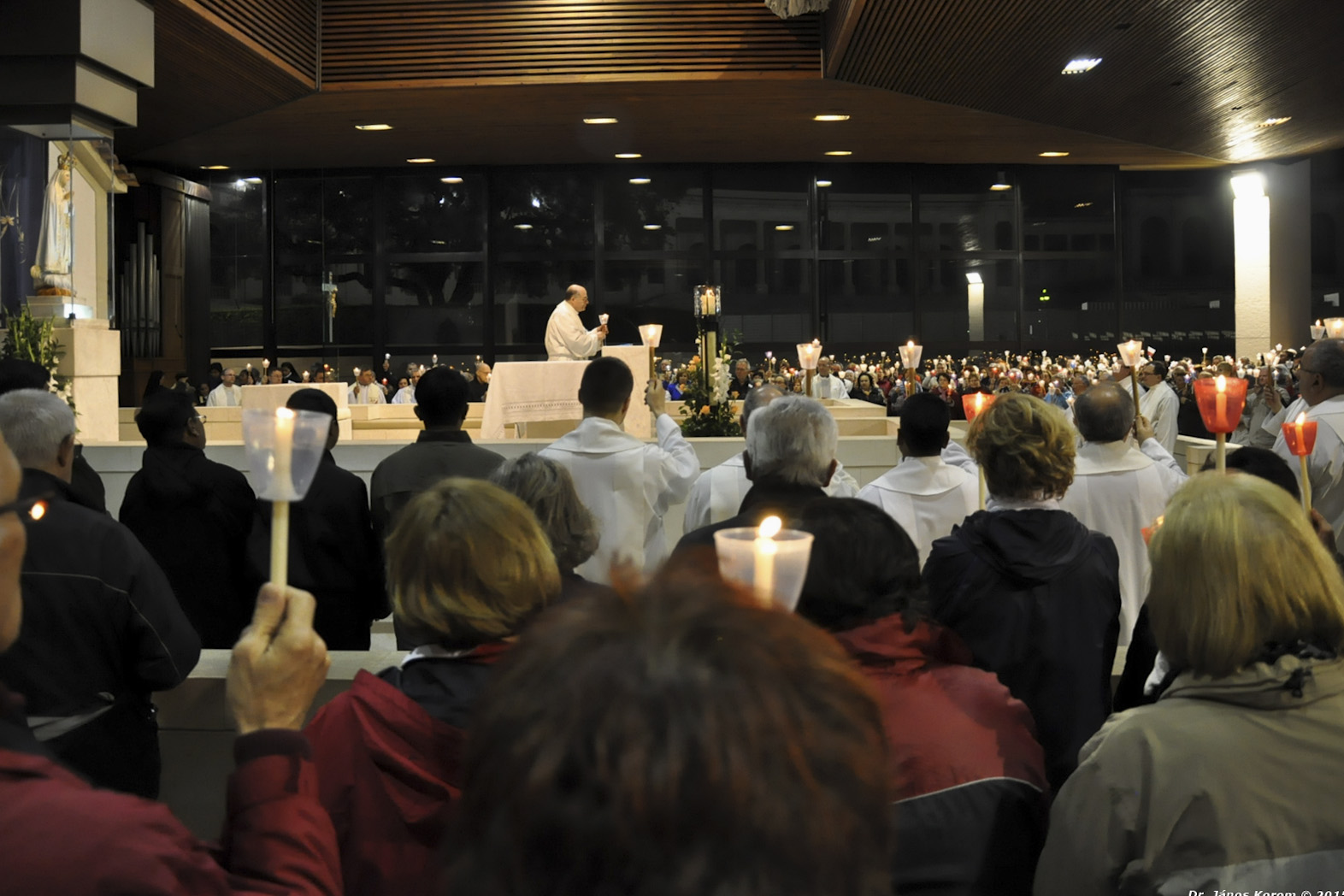
كاثوليك يؤدون الصلوات في بازيليكا سيدة فاتيما.

وجدت دراسة قامت بها مركز بيو للأبحاث عام 2018 أنَّ حوالي 83% من البرتغاليين قالوا أنهم مسيحيين وبحسب الدراسة تأتي الكاثوليكيَّة بمقدمة الطوائف المسيحيَّة مع حوالي 77% من السكان، وأعتبر حوالي 48% أنفسهم مسيحيين إسميين وحوالي 35% قال أنه يُداوم على حضور القداس. عمومًا حصل حوالي 95% من مجمل البرتغاليين على سر المعمودية، وقال حوالي 94% أنه تربى على التقاليد المسيحيَّة، بالمجمل قال حوالي 87% من البرتغاليين الذين تربوا على التقاليد المسيحيَّة ما زالوا يعتبرون أنفسهم مسيحيين، في حين أنَّ النسبة المتبقيَّة معظمها لا تنتسب إلى ديانة. حوالي 1% من المسيحيين في البرتغال تربوا على تقاليد دينية غير مسيحيَّة وتحولوا للمسيحية لاحقاً.
وبحسب الدارسة قال 82% من المسيحيين البرتغاليين أنَّ للدين أهميَّة في حياتهم، وقال 91% من المسيحيين البرتغاليين المُداومين على حضور القداس أنهم يؤمنون بالله بالمقابل قال 86% من المسيحيين الإسميين ذلك. ويُداوم حوالي 42% من المسيحيين البرتغاليين على حضور القداس على الأقل مرة في شهر، ويصوم حوالي 39% منهم خلال فترات الصوم، ويرتدي 38% الرموز المسيحيَّة، ويُقدم حوالي 50% منهم الصدقة أو العُشور، ويُشارك 20% معتقداتهم مع الآخرين، في حين أنَّ 65% من المسيحيين يُداومون على الصلاة ويعتبر 83% منهم متدينين. ويُعتبر مسيحيين البرتغال واحدة من أكثر المجتمعات مسيحية تديناً في أوروبا الغربية. كما وحصل 98% من مجمل المسيحيين البرتغاليين على سر المعمودية، وقال 89% منهم أنه سيربي طفله على الديانة المسيحيَّة، وبحسب الدراسة أعرب حوالي 93% من البرتغاليين المسيحيين بأنَّ هويتهم المسيحيَّة هي مصدر فخر واعتزاز بالنسبة لهم، ويوافق 71% منهم على التصريح أنَّ المسيحية هي عاملًا هامًا لكي تكون وطنيًا. وقال 88% منهم أنه يعرف «الكثير» عن المسيحية.
على المستوى الاجتماعي والسياسي قال 70% من البرتغاليين المسيحيين أن الكنائس تلعب دور ايجابي في مساعدة الفقراء والمحتاجين، وعبرَّ 56% من المسيحيين المتلزمين للغاية عن وجهات نظر إيجابية للمؤسسات الدينية مقابل 34% من المسيحيين الأقل التزاماً. ورفض 64% من البرتغاليين المسيحيين القول أنَّ «العِلم يجعل الدين غير ضروري في حياتي!»، كما وقال 1% من البرتغاليين المسيحيين أن تعاليم المسيحيَّة تُروج للعنف مقابل 8% منهم قال أن تعاليم الإسلام تُروج للعنف، كما وقال حوالي 16% منهم أنه يعرف شخص يهودي على المستوى الشخصي، ويعرف حوالي 52% شخص ملحد على المستوى الشخصي، ويعرف حوالي 29% شخص مُسلم على المستوى الشخصي. وقال 21% من البرتغاليين المسيحيين أنهم غير مستعدين لتقبل اليهود داخل عائلتهم، بالمقابل يقول 23% من البرتغاليين الكاثوليك بأنه غير مستعد لتقبل المسلمين داخل عائلتهم. يذكر أنه وفقاً لمركز بيو للأبحاث 94% من المسيحيين البرتغاليين متزوجين من أشخاص من نفس الديانة.

## التأثير الحضاري

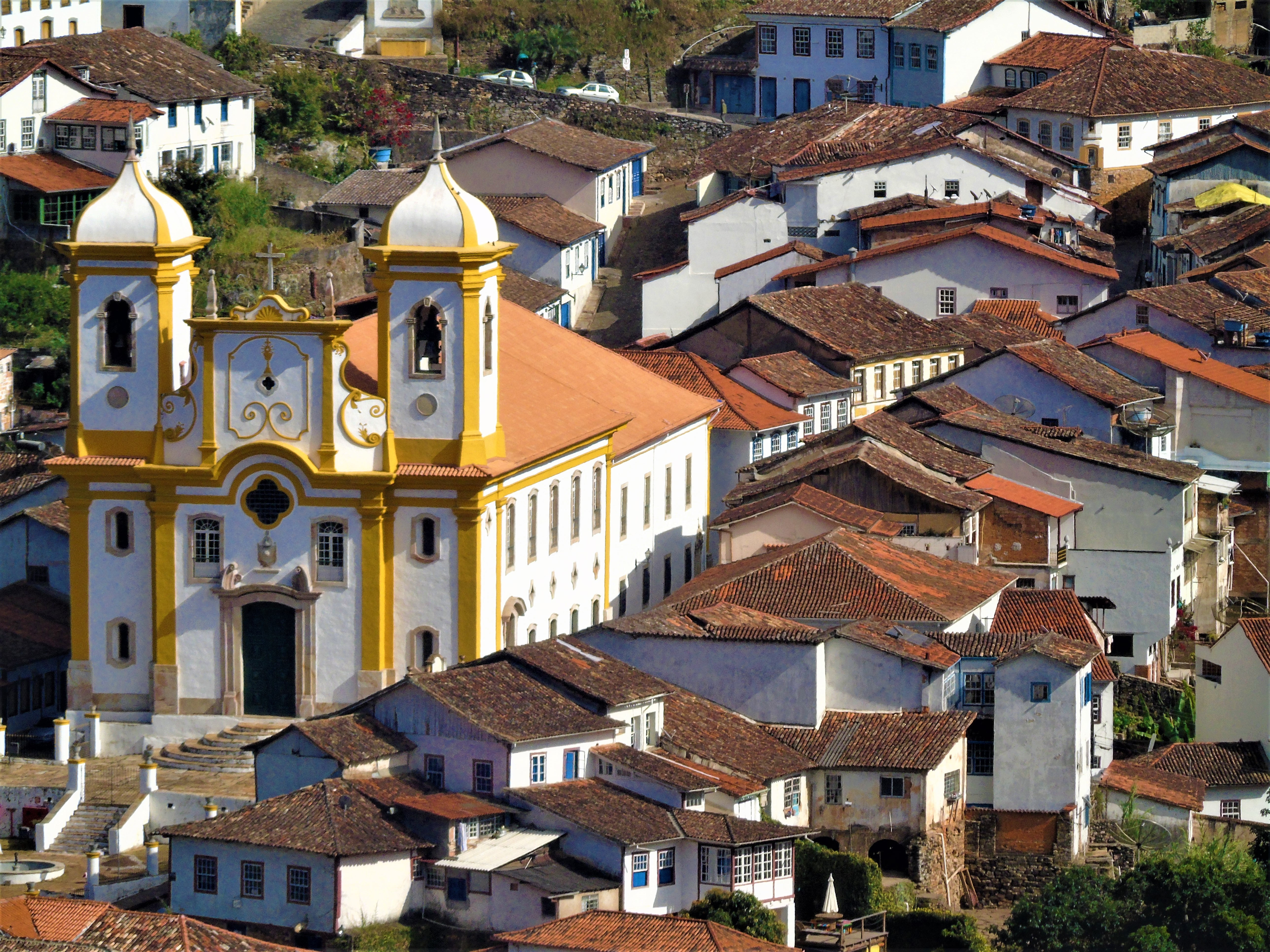
كنيسة كاثوليكية في أورو براتو: تعد البرازيل أكبر أمة كاثوليكية في العالم نتيجة للإرث الثقافي المهم للإمبراطورية البرتغالية.

تُمثل المسيحية في الأراضي البرتغاليَّة جزءًا رئيسيًا من فسيفساء الثقافة الدينية في البلاد، حيث كان للكاثوليكية تأثير طويل الأمد على ثقافة ومجتمع البرتغال منذ أن أصبحت الدين الرسمي في عام 589. توجد كنيسة في كل حي وبلدة تقريبًا في البرتغال، ويمكن رؤية القطع الأثرية المسيحية في جميع أنحاء البلاد، إضافة إلى الليتورجية والتراتيل التي انتشرت منذ القرون الأولى للمسيحية في جميع أنحاء البلاد. وللمسيحيَّة تاريخٌ طويل وحافل في البرتغال، وهي منتشرة بطقسها الرومانيَ، وخرج منها الكثير من الفلسفات والنصوص الليتورجية والأدباء والصوفيين والشهداء والقديسين فضلًا عن الملافنة، حيث تُعتبر البرتغال الحاليّة مسقط رأس العديد من المبشرين والقديسين المسيحيين، منهم أنطونيو اللشبوني الذي عُرف بوعظه القوي ومعرفته الخبيرة بالكتب المقدسة، وإليزابيث من أراغون، وجوان أميرة البرتغال، وفري جالفاو، ونونو ألفاريز بيريرا، كما وتربع على الكرسي الرسولي بابوين برتغاليين وهم داماسوس الأول ويوحنا الحادي والعشرون (والذي كان طبيب أيضًا).
كان للكنيسة الكاثوليكية البرتغاليَّة دور هام في تطوير الأعمال الأدبيَّة والصوفيَّة والفلسفيَّة المسيحيَّة؛ ولعب التجار والمبشرين البرتغاليين دورًا هامًا في نشر المذهب الكاثوليكي في اليابان (خلال فترة موروماتشي وأزوتشي-موموياما وإيدو) وماكاو وغوا وملبار وشيتاغونغ وسريلانكا والتبت والمغرب البرتغالي، ففي عام 1594 تأسست الجامعة الكاثوليكيَّة كلية القديس بولس في ماكاو (بالبرتغاليَّة: Colégio de São Paulo) من قبل الرهبان اليسوعيين البرتغاليين لخدمة البرتغاليين تحت معاهدة بادرودو. وهي تعتبر الجامعة الغربيَّة الأولى في شرق آسيا، وكانت الكلية قاعدة للمبشرين اليسوعيين المسافرين إلى الصين واليابان وشرق آسيا. وشمل التخصصات الأساسية في الكلية اللاهوت والفلسفة والرياضيات والجغرافيا وعلم الفلك واللاتينية والبرتغالية والصينية، وضمت الكليَّة أيضًا مدرسة في الموسيقى والفنون. كان للكلية تأثير كبير على تعلم اللغات والثقافة الشرقية، ودرَّس فيها أولى علماء علم الصينيات الغربيين أمثال ماتيو ريتشي وغيرهم.

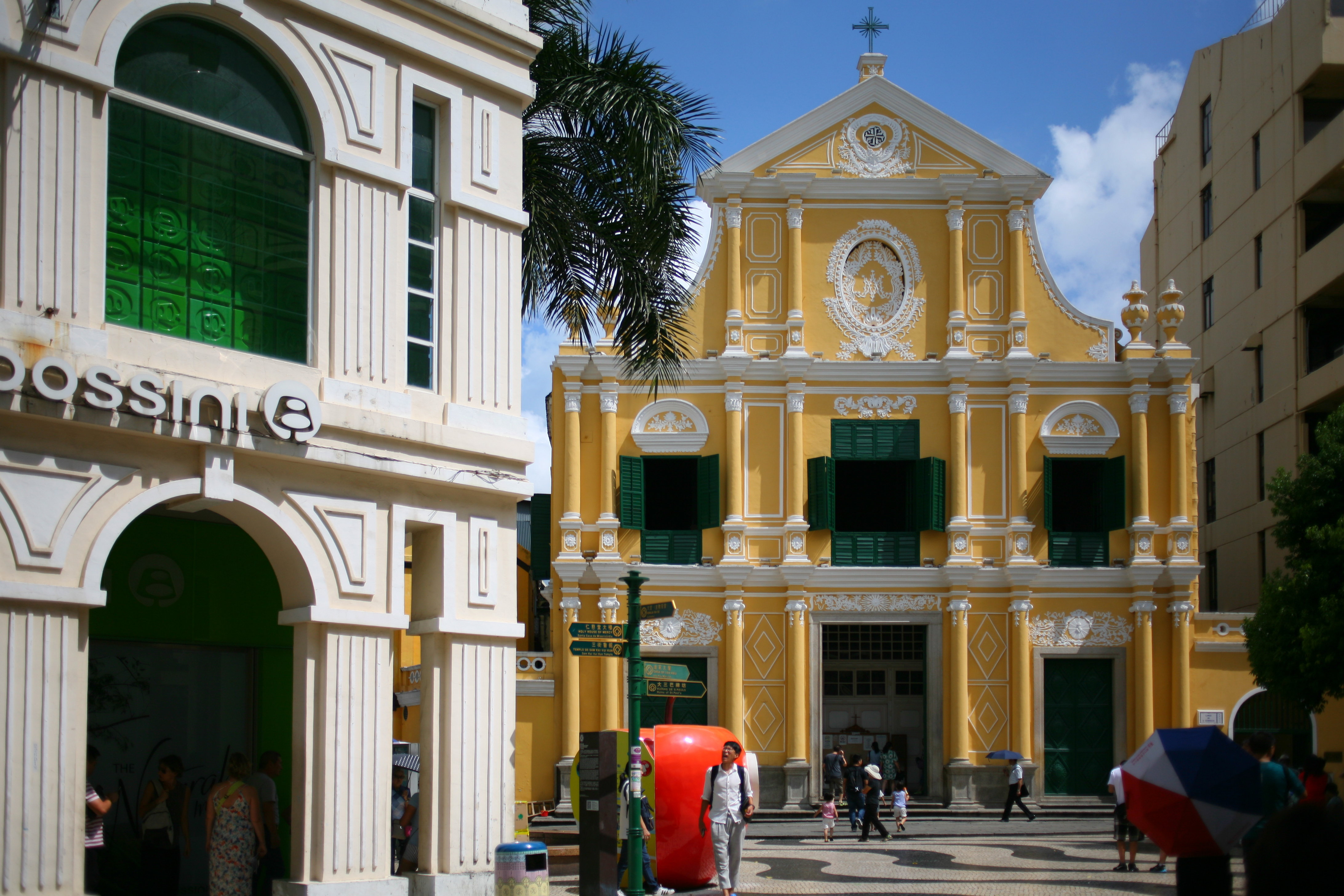
كنيسة القديس دومنيك في ماكاو: وهي من المآثر المعمارية الكاثوليكية البرتغالية في ماكاو.

كانت الجهود الإنجيلية جزءًا كبيرًا من مبررات الفتوحات العسكرية من قبل مملكة البرتغال، وعندما أصبحت البرتغال إمبراطورية عالمية لعبت دور في نشر الكاثوليكية في العالم الجديد، حيث بذلت الكنيسة الكاثوليكية خلال عصر الاستكشاف جهداً كبيراً لنشر المسيحية في العالم الجديد وتحويل الهنود الحمر وغيرهم من الشعوب الأصلية في الأمريكتين للمسيحية، وقام المبشرين البرتغاليين بالتبشير بالمسيحيَّة في العالم الجديد وأفريقيا جنوب الصحراء والهند وشرق وجنوب شرق آسيا وكان لهم الأثر في دخول العديد من سكانها للمسيحية. أدى نمو الإمبراطورية البرتغالية وراء البحار إلى جعل المبشرين وكلاء هامين في استعمار البلاد الجديدة من خلال التبشير والتعليم في جميع القارات المأهول، حيث عمل في البرتغال وغيرها من المستعمرات البرتغالية في آسيا وأفريقيا، العديد من الجماعات الدينية مثل الفرنسيسكان، والدومنيكان، والأوغسطينيون واليسوعيون، وعمدوا أيضًا إلى تأسيس مستوطنات بشرية تحولت إلى مدن كبرى لاحقًا مثل ريو دي جينيرو وساو باولو وناغاساكي.
تُعتبر الديانة والثقافة الكاثوليكية والأنماط المعمارية الكاثوليكية اللوزوفونيَّة من الإرث الثقافي المهم للإمبراطورية البرتغالية في الخارج، والتي ما تزال العقيدة الدينية الرئيسية في البرازيل وأنغولا وموزمبيق والرأس الأخضر وساو تومي وبرينسيب وتيمور الشرقية، كما أنَّ الثقافة المسيحية في ماكاو وغوا وملبار وغينيا بيساو ذات نفوذ ثقافي واجتماعي هام يتمثل بمجموعة من الأعياد والاحتفالات والمطبخ فضلًا عن المؤسسات التعليميّة والأكاديميّة والصحيّة، وينتشر المذهب الكاثوليكي على نطاق واسع في هذه المناطق.
تعود أغلب العطل والمهرجانات والتقاليد البرتغالية إلى أصل أو دلالة مسيحية. على الرغم من أن العلاقات بين الدولة البرتغالية والكنيسة الرومانية الكاثوليكية ودية ومستقرة عموماً منذ السنوات الأولى للأمة البرتغالية إلا أن قوة هذه العلاقات شهدت تقلبات عبر التاريخ. في القرنين الثالث عشر والرابع عشر، تمتعت الكنيسة بكل من الغنى والقوة النابعين من دورها في استعادة الهوية القومية البرتغالية وارتباطها الوثيق بنظام التعليم في البرتغالي، بما في ذلك أولى الجامعات في البلاد، واعتبرت جامعة كويمبرا آنذاك معقل اللاهوتيين والمفكرّين في العالم الكاثوليكي. ومع نمو الأهمية السياسية للبرتغال وممتلكاتها الاستعمارية أصبحت لشبونة بمثابة بطريركية، ويُحظى بهذا اللقب الفخري في الكنيسة اللاتينية كل من بطريرك البندقية وبطريرك لشبونة وبطريرك شرقي الهند وبطريرك القدس. كما كان للكنيسة البرتغاليَّة الكاثوليكية دورًا هامًا في تطوير كل من أشكال الفنون والعمارة الباروكية وروكوكو.

## معرض الصور

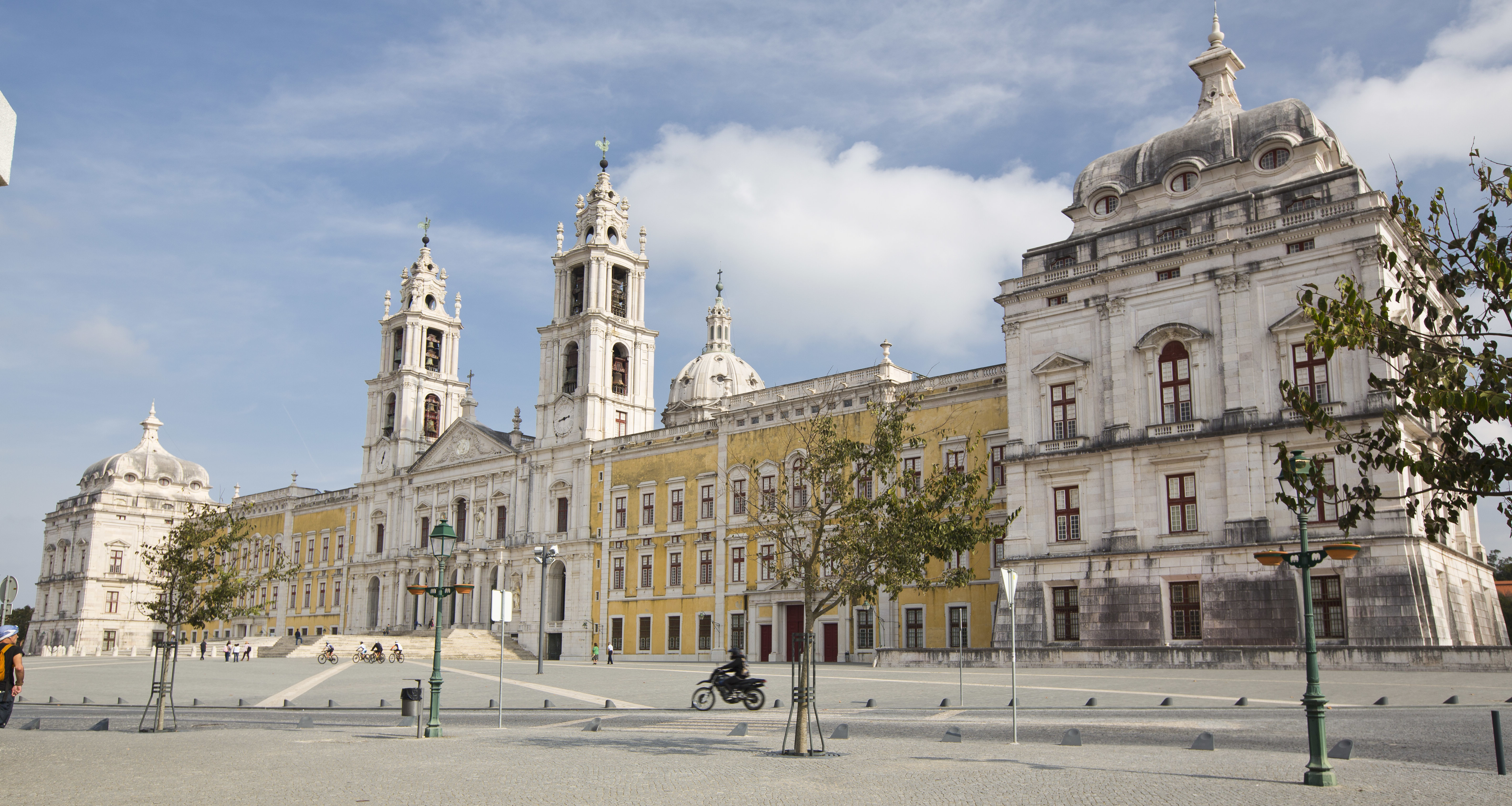
كنيسة قصر مافرا
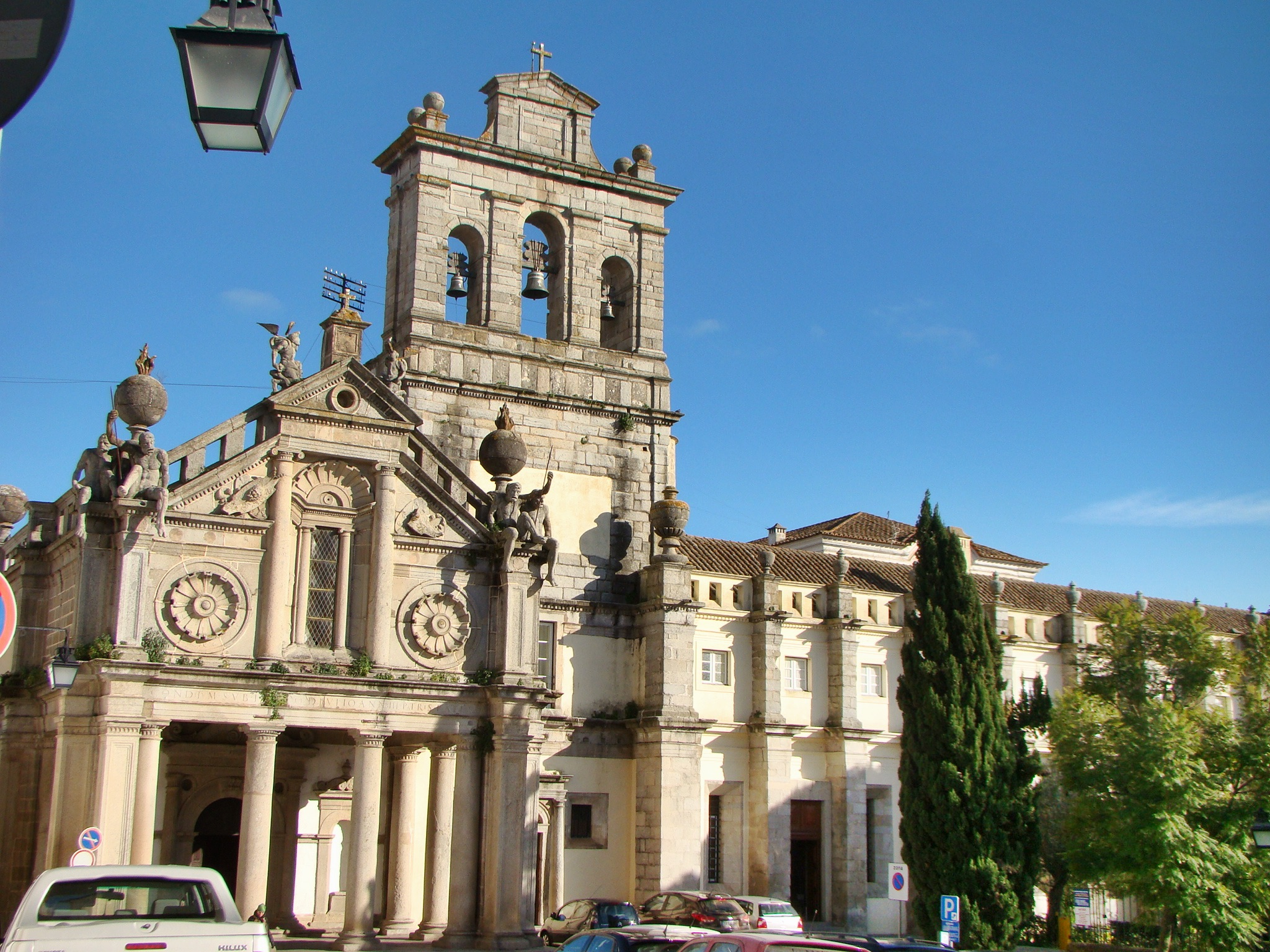
كنيسة نوسا سينهورا دي غراسا في يابرة
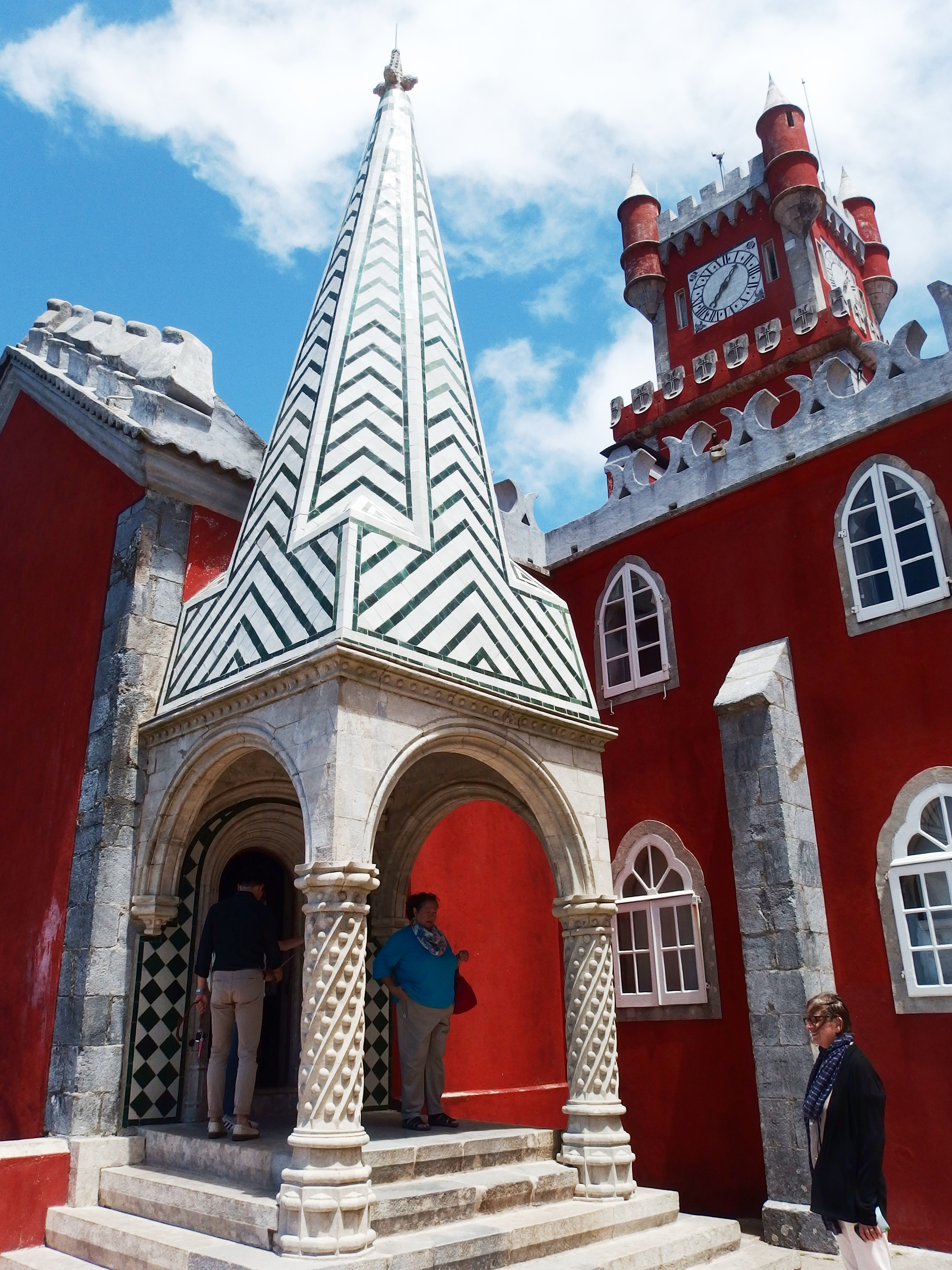
مصلى قصر بينا الوطني
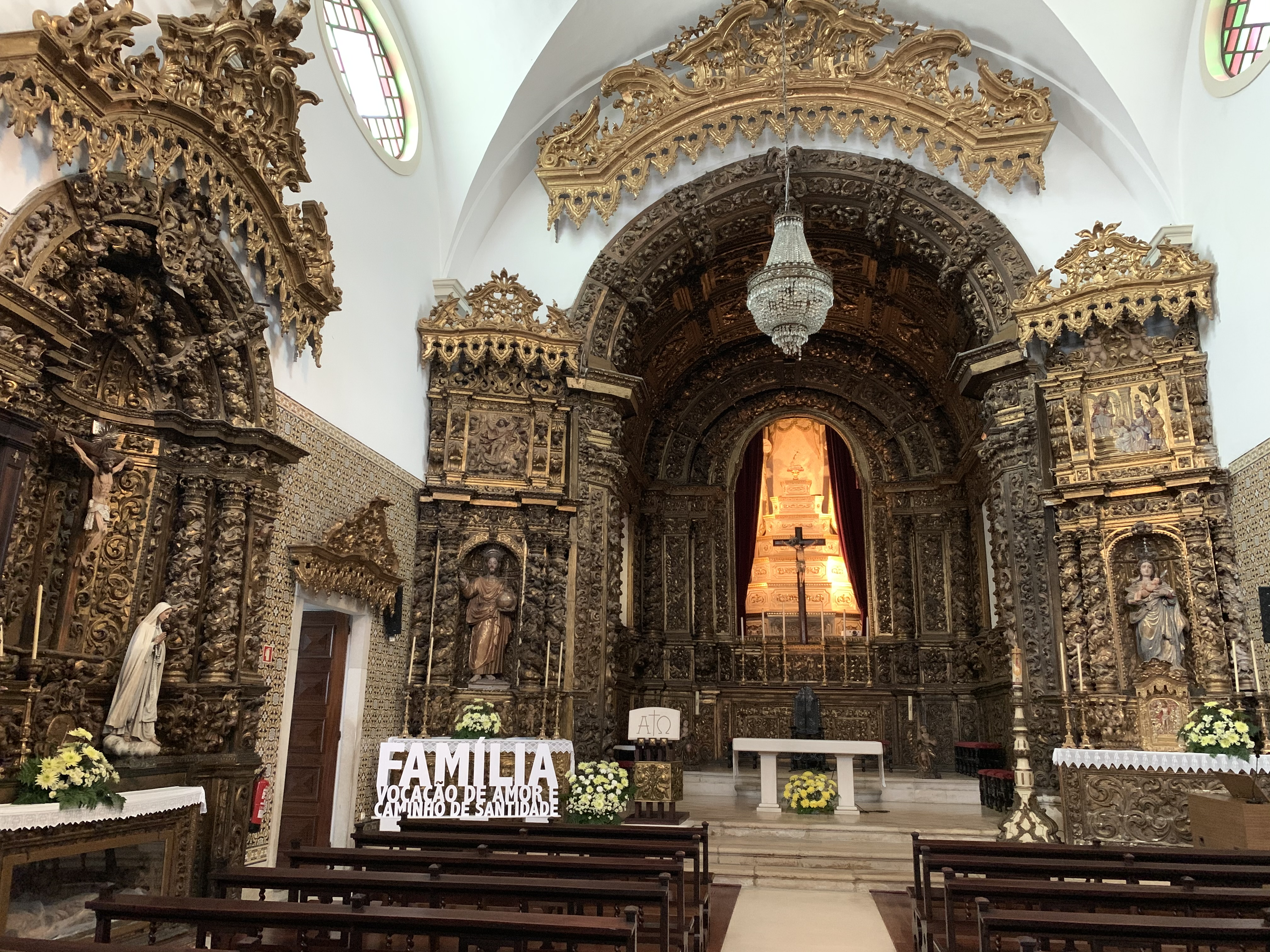
داخل كنيسة كاثوليكية في أفيرو
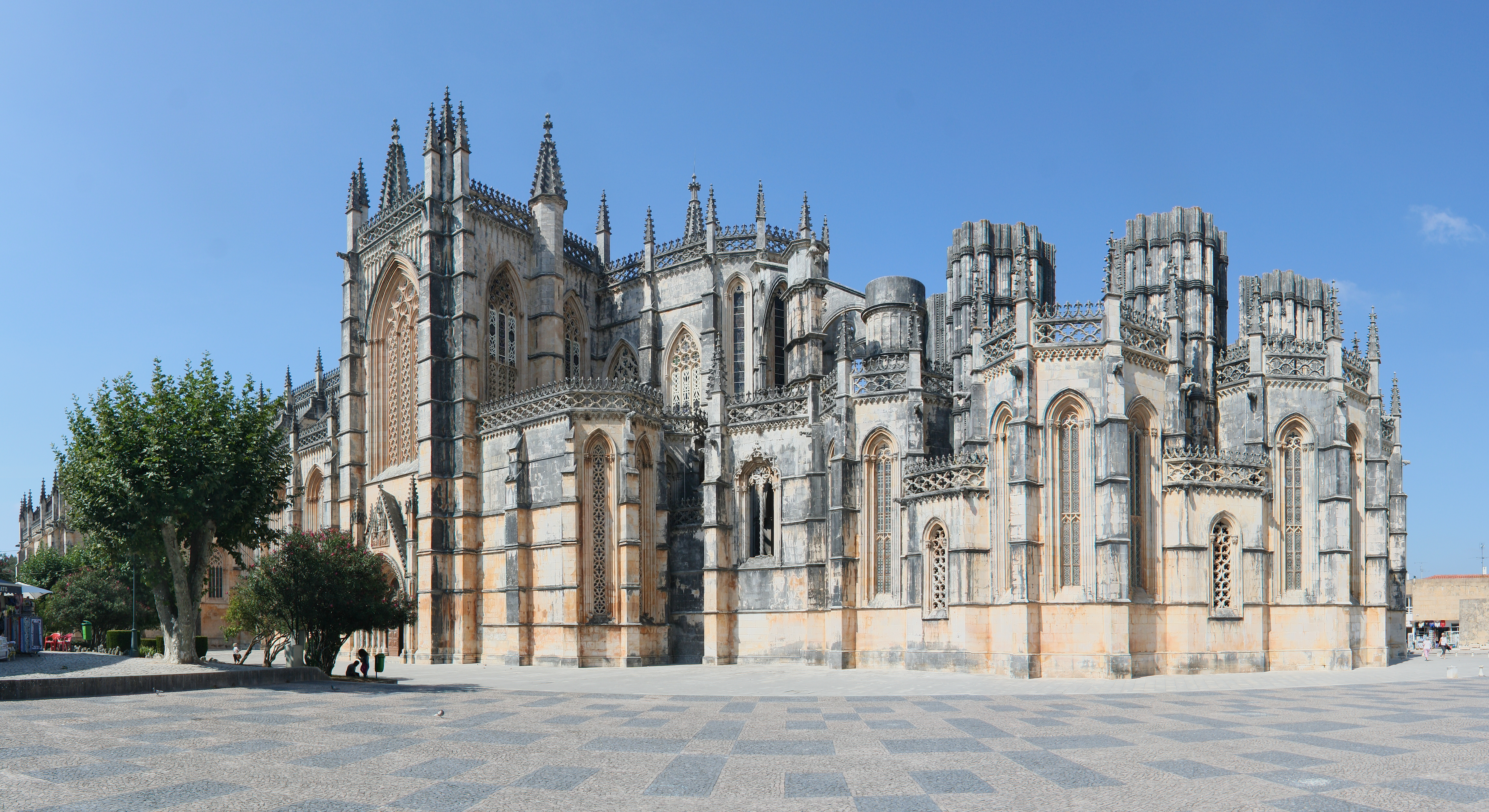
دير باتالها في محافظة ليريا
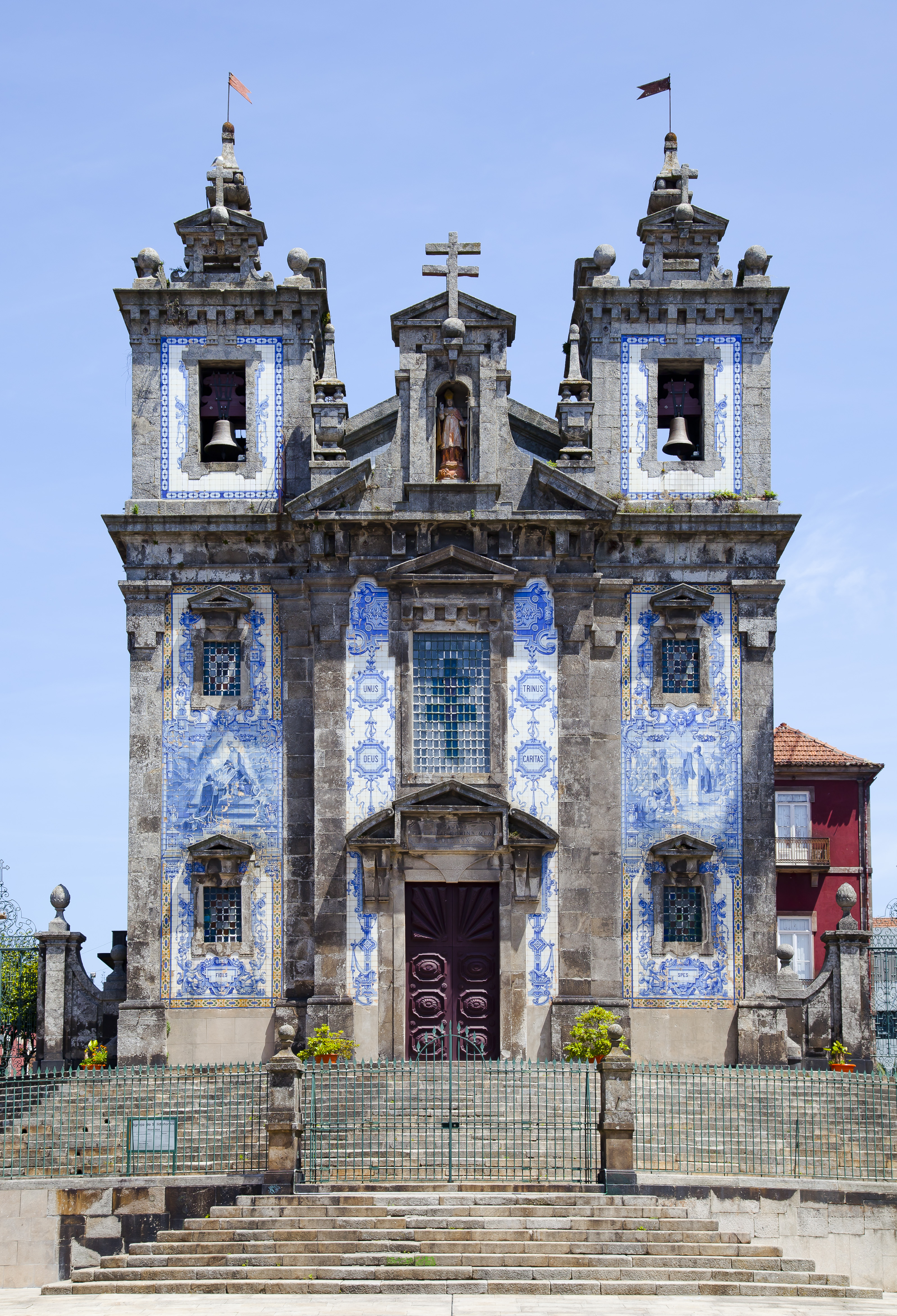
كنيسة القديس ألفونس في بورتو
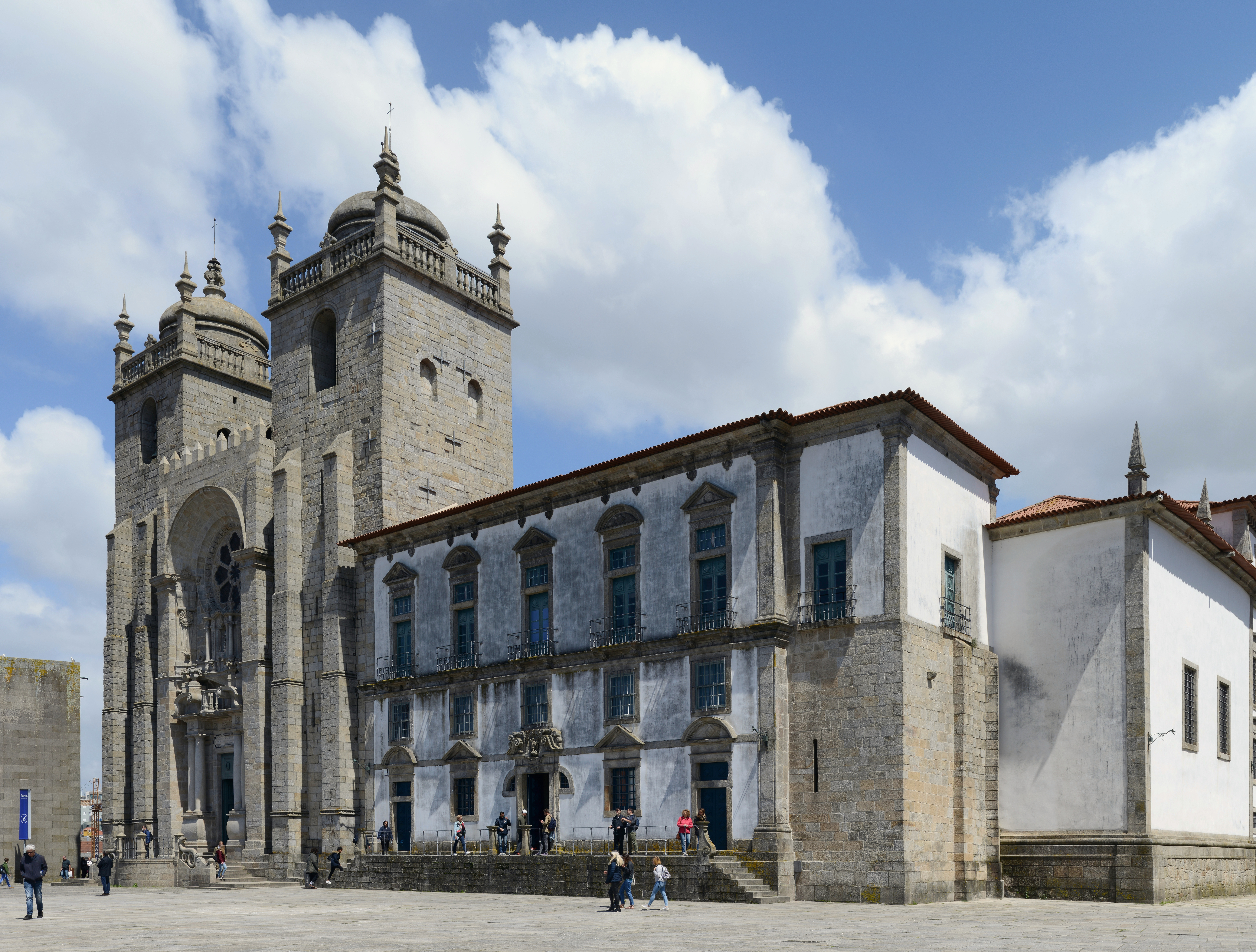
كاتدرائية بورتو
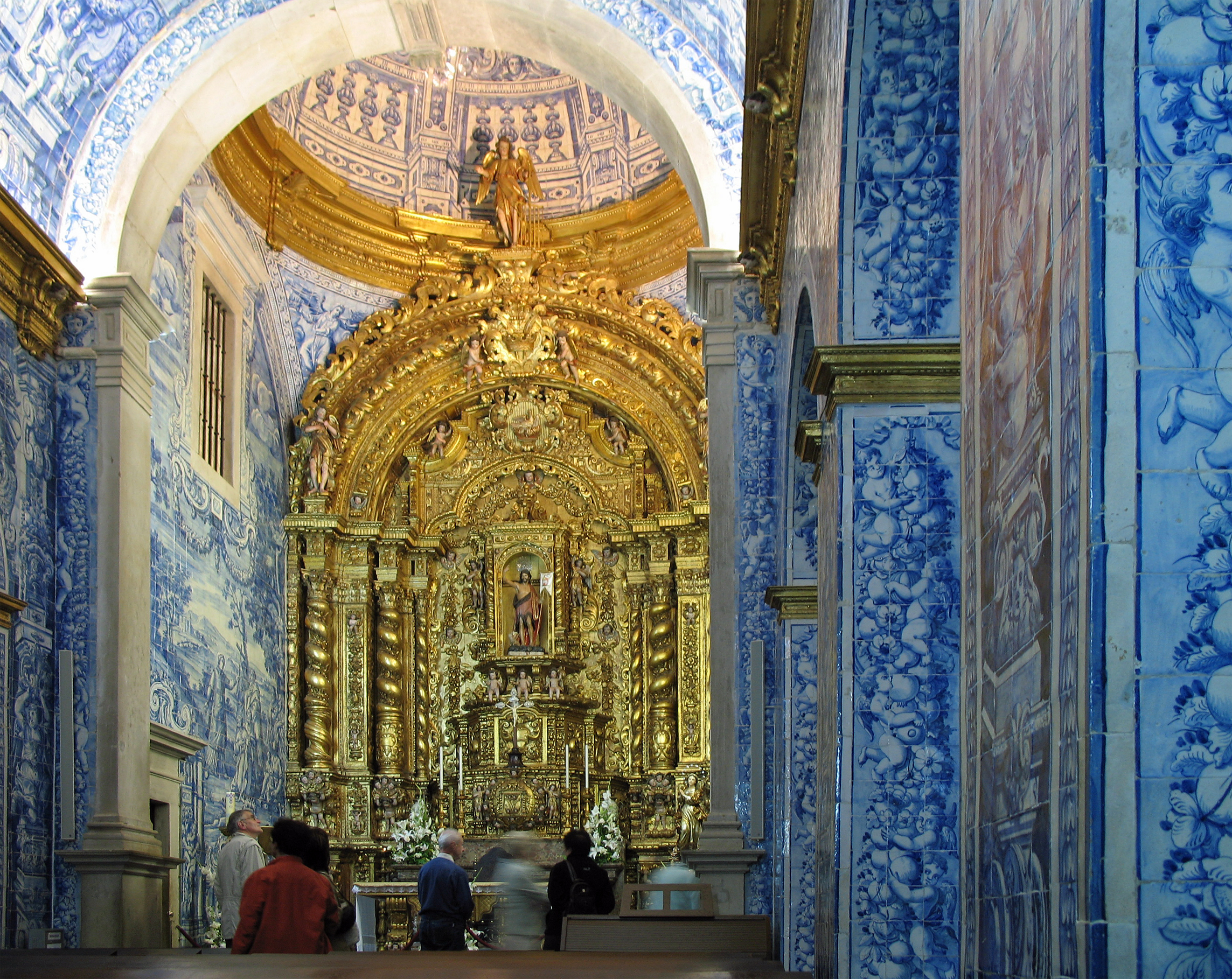
داخل كنيسة القديس لورينسو في محافظة فارو
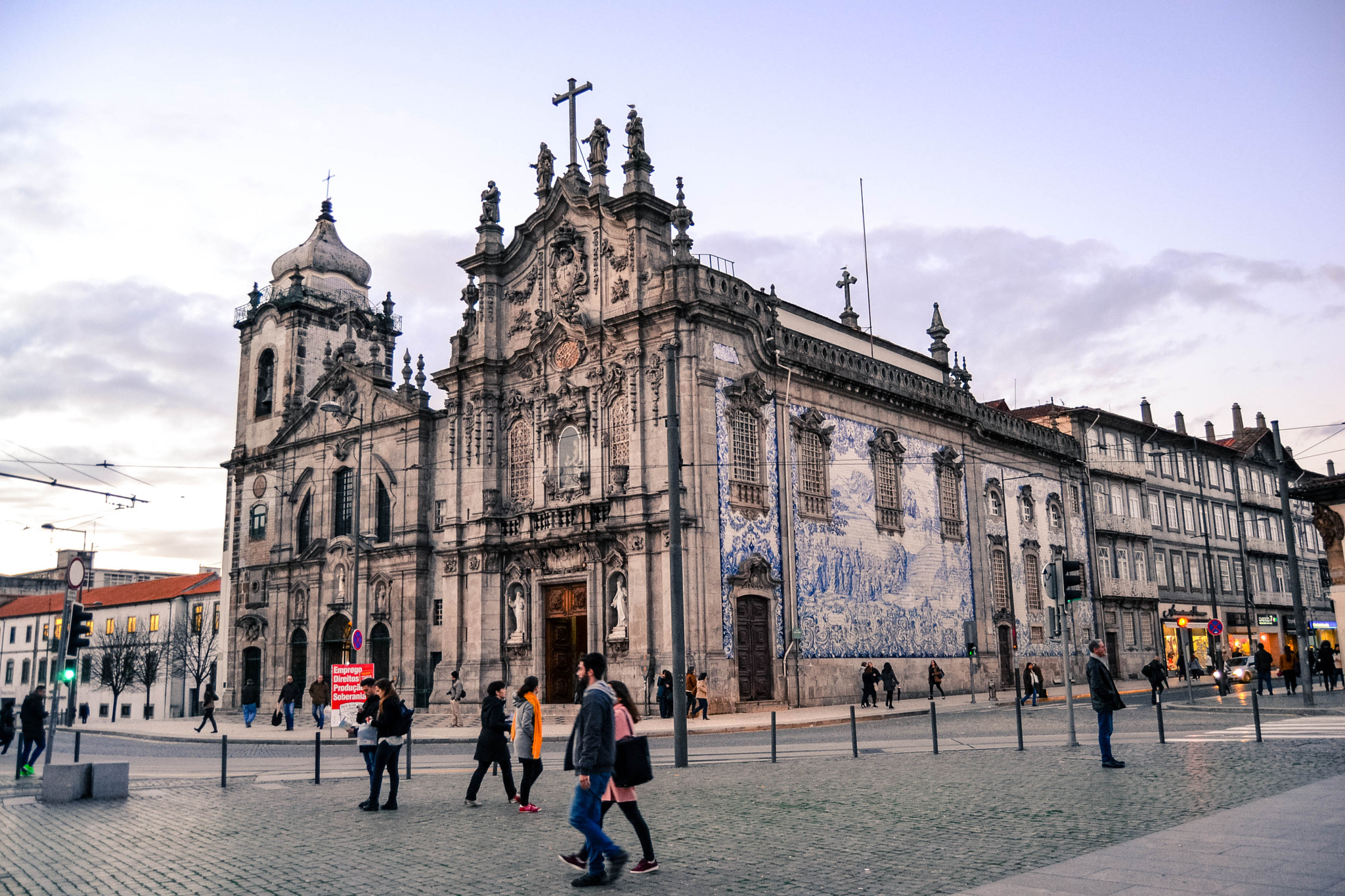
الدير الكرملي في بورتو
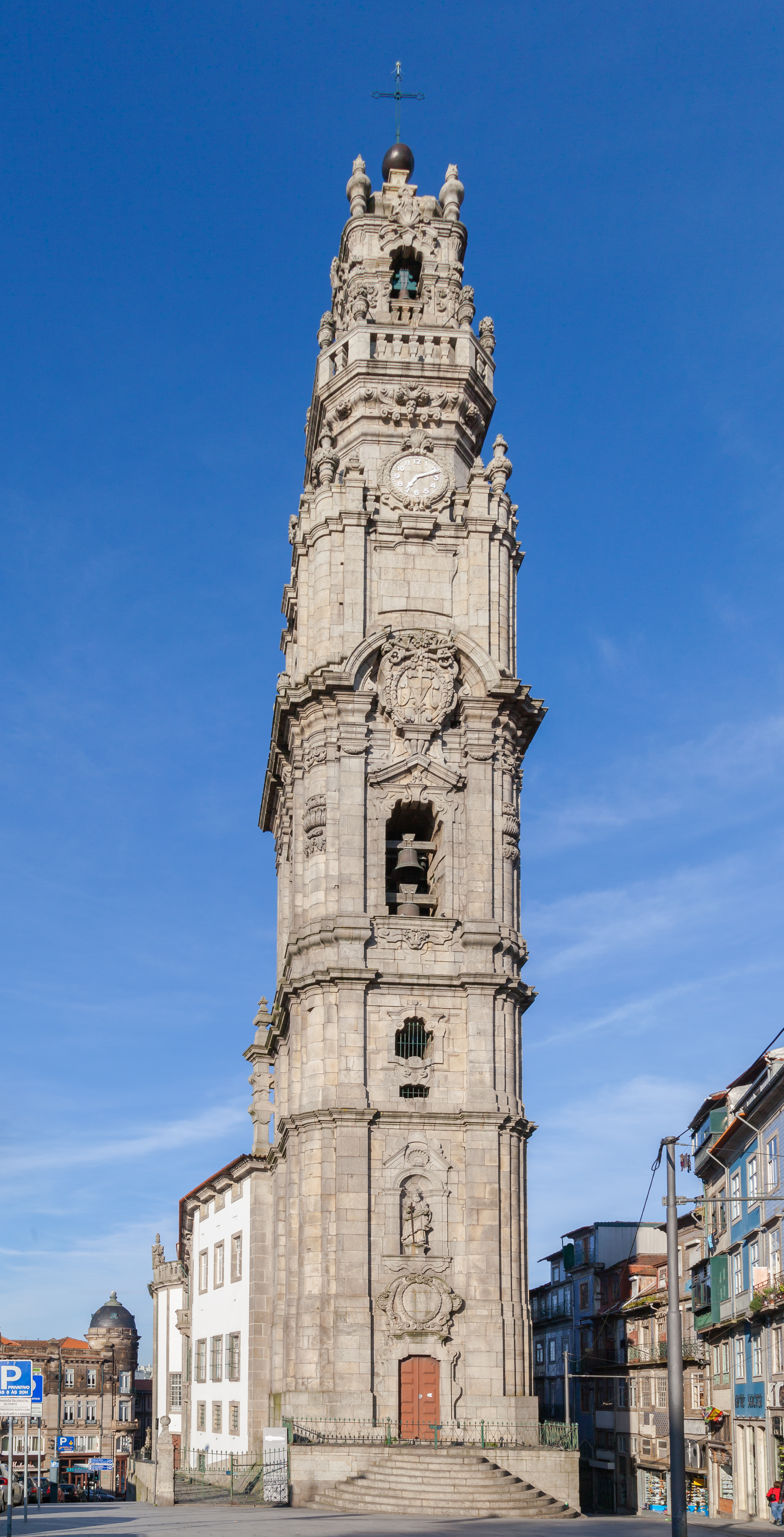
برج دي لوس كليريجوس في بورتو
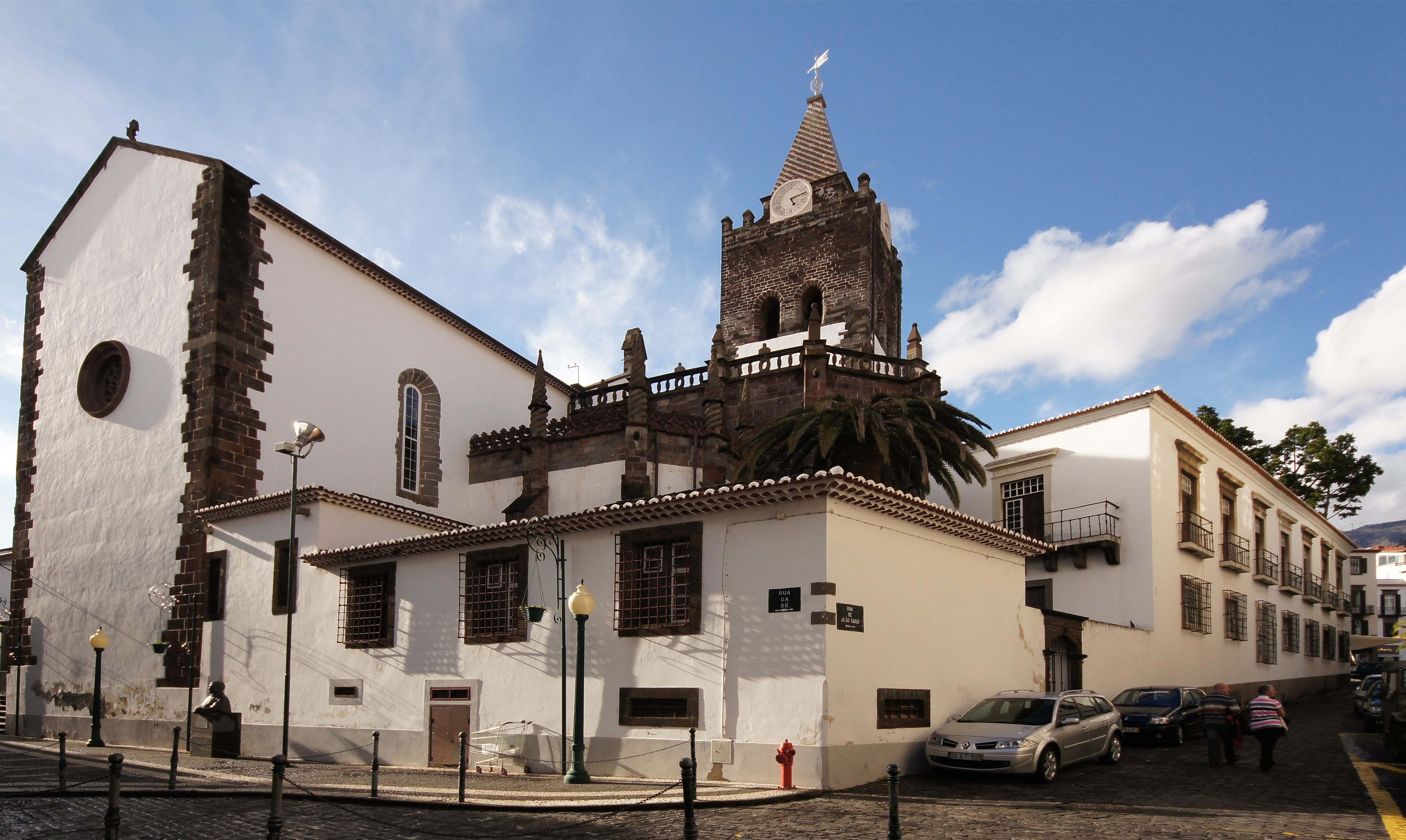
كاتدرائية فونشال
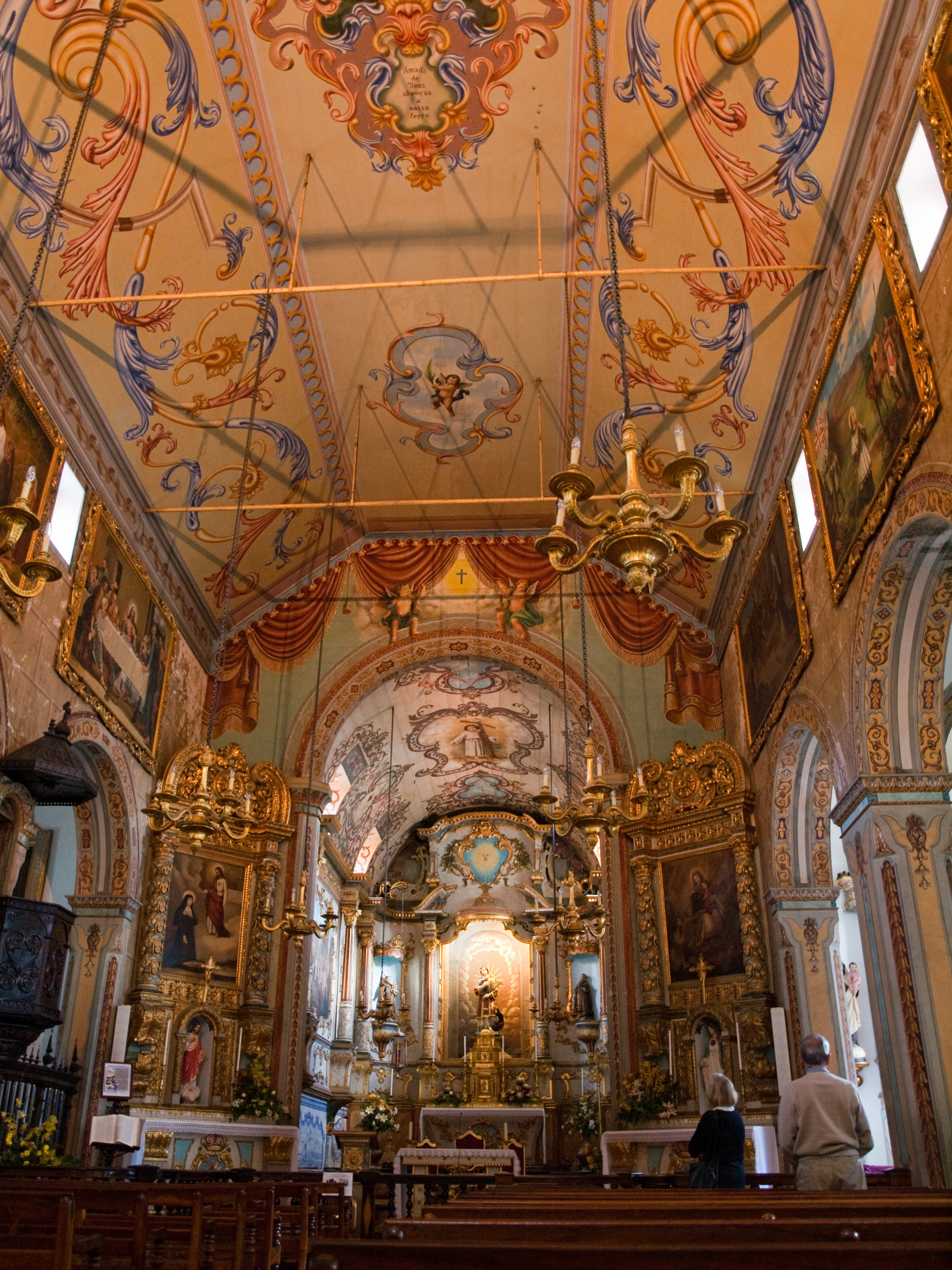
داخل كنيسة القديس فيسنت في ماديرا
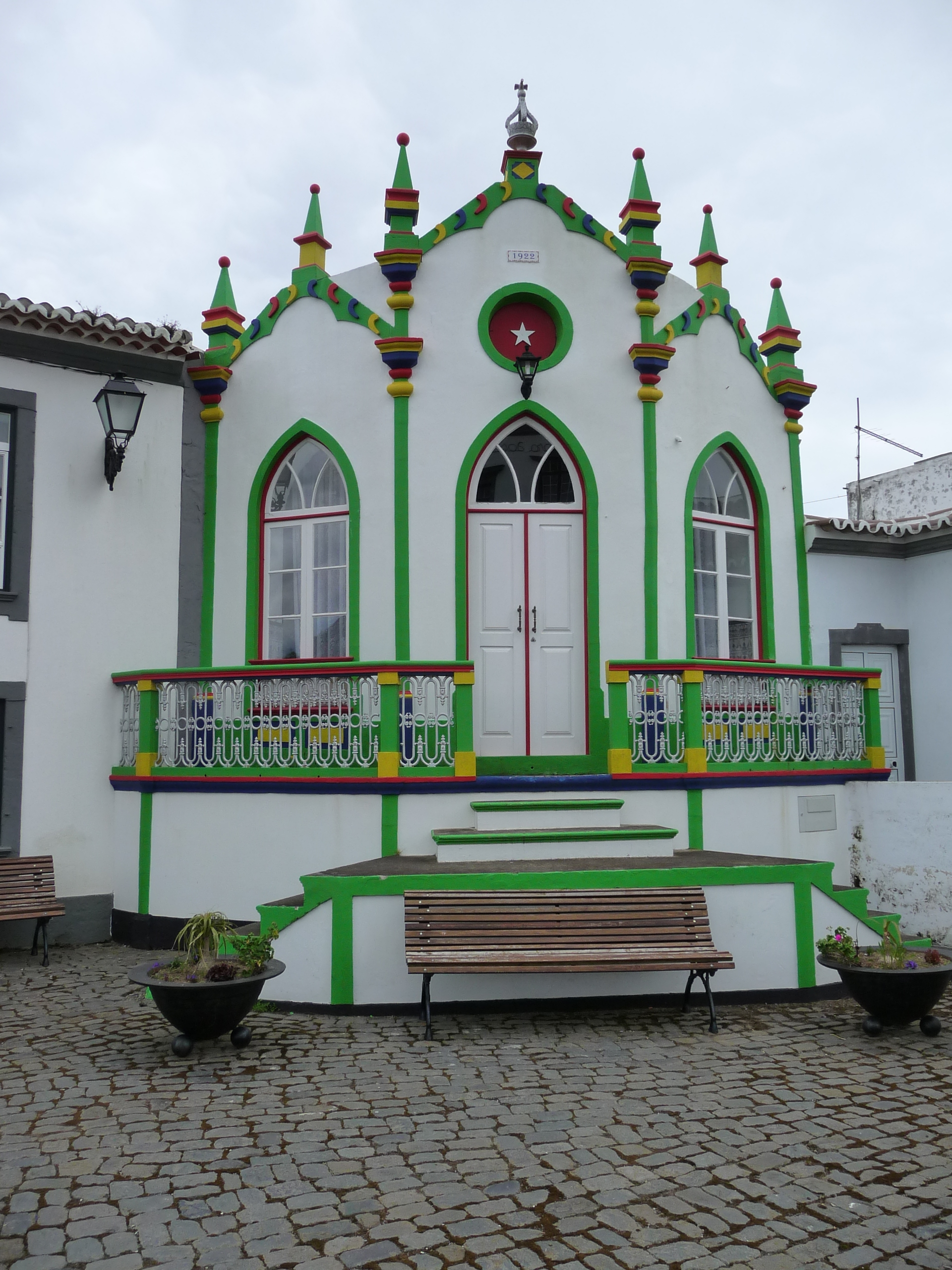
مصلى الروح القدس في جزر الأزور
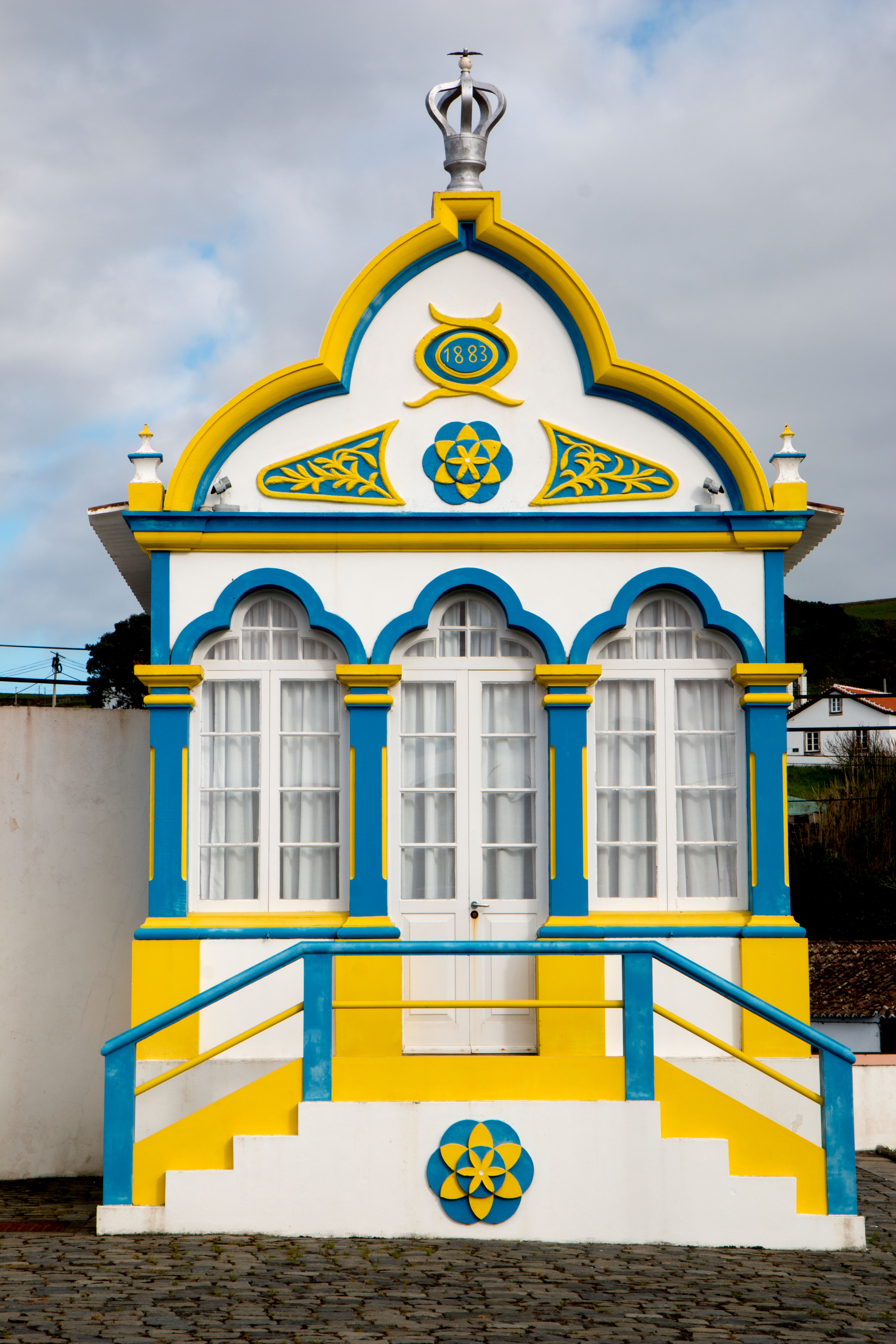
مصلى الروح القدس في جزر الأزور
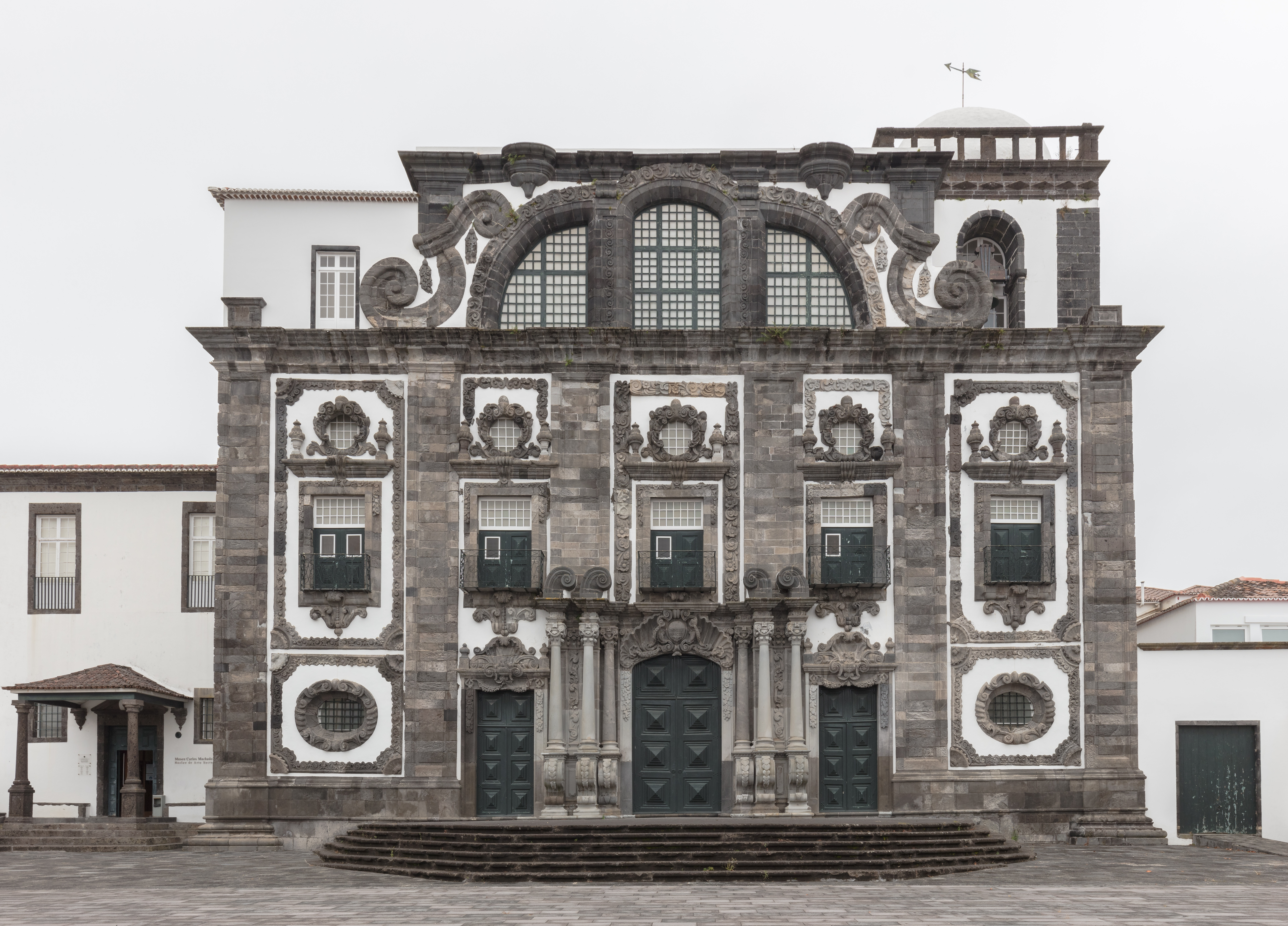
دير المجمع اليسوعي في جزر الأزور